# Neo Química Arena
A Neo Química Arena, anteriormente denominada como Arena Corinthians, é um estádio de futebol localizado no distrito de Itaquera, na Zona Leste do município de São Paulo, Brasil. De propriedade do Sport Club Corinthians Paulista, sua capacidade é de 48.905 lugares, sendo o 11º maior estádio do Brasil. O Ministério do Esporte lançou o Sistema Brasileiro de Classificação de Estádios (Sisbrace), que propõe a melhoria em conforto, segurança, acessibilidade e condições sanitárias e de higiene dos estádios do país, tendo a Arena Corinthians recebido avaliação máxima com cinco bolas, além de ganhar também o prêmio de melhor projeto de arquitetura do país no ano de 2011.
A arena foi inaugurada oficialmente em 18 de maio de 2014 em uma partida entre a equipe do Corinthians e o Figueirense, com derrota do time paulista pelo placar de 1 a 0, na Série A do Brasileiro daquela temporada. Poucas semanas depois de sua inauguração oficial, sediou a cerimônia de abertura da Copa do Mundo FIFA de 2014, que incluiu a partida entre Brasil e Croácia, no qual Brasil venceu por 3x1, e outros cinco duelos do torneio, entre os quais uma semifinal. Devido à exigência da FIFA de pelo menos 60 mil lugares para o jogo inaugural da Copa do Mundo, foram incluídos mais 19 800 assentos temporários ao estádio exclusivamente para atender a exigência. Com o fim do Mundial de 2014, o Corinthians determinou a retirada das estruturas temporárias.
Construído pela Odebrecht (atual OEC) entre 2011 e 2014, a obra tinha previsão de custo inicial em 820 milhões de reais, mas seu preço final atingiu quase 1,2 bilhão de reais, incluindo uma isenção tributária de 420 milhões de reais por parte da prefeitura do município de São Paulo. Além dos vastos recursos financeiros utilizados em sua construção, a arena também recebeu críticas pelas circunstâncias em que foi escolhida como o estádio oficial da Copa do Mundo e pelas condições de trabalho dos operários que participaram da obra. A Arena Corinthians atingiu a marca de 4 milhões de torcedores(as) no seu 124º jogo, tendo média de 32 308 pagantes por partida e arrecadou o montante superior a 234 milhões de reais.

## Histórico

### Antecedentes

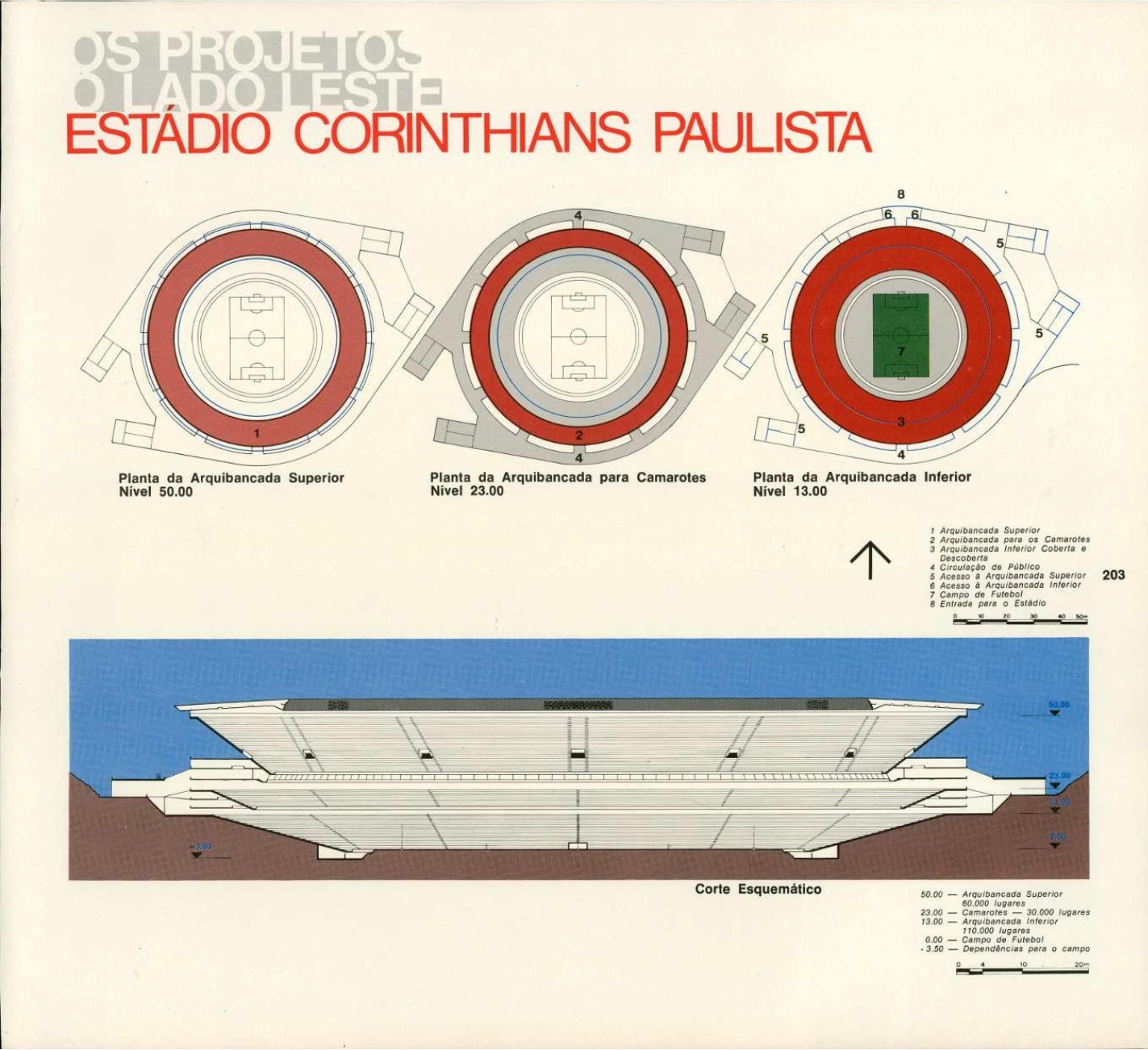
Projeto do estádio do Corinthians em Itaquera, 1979

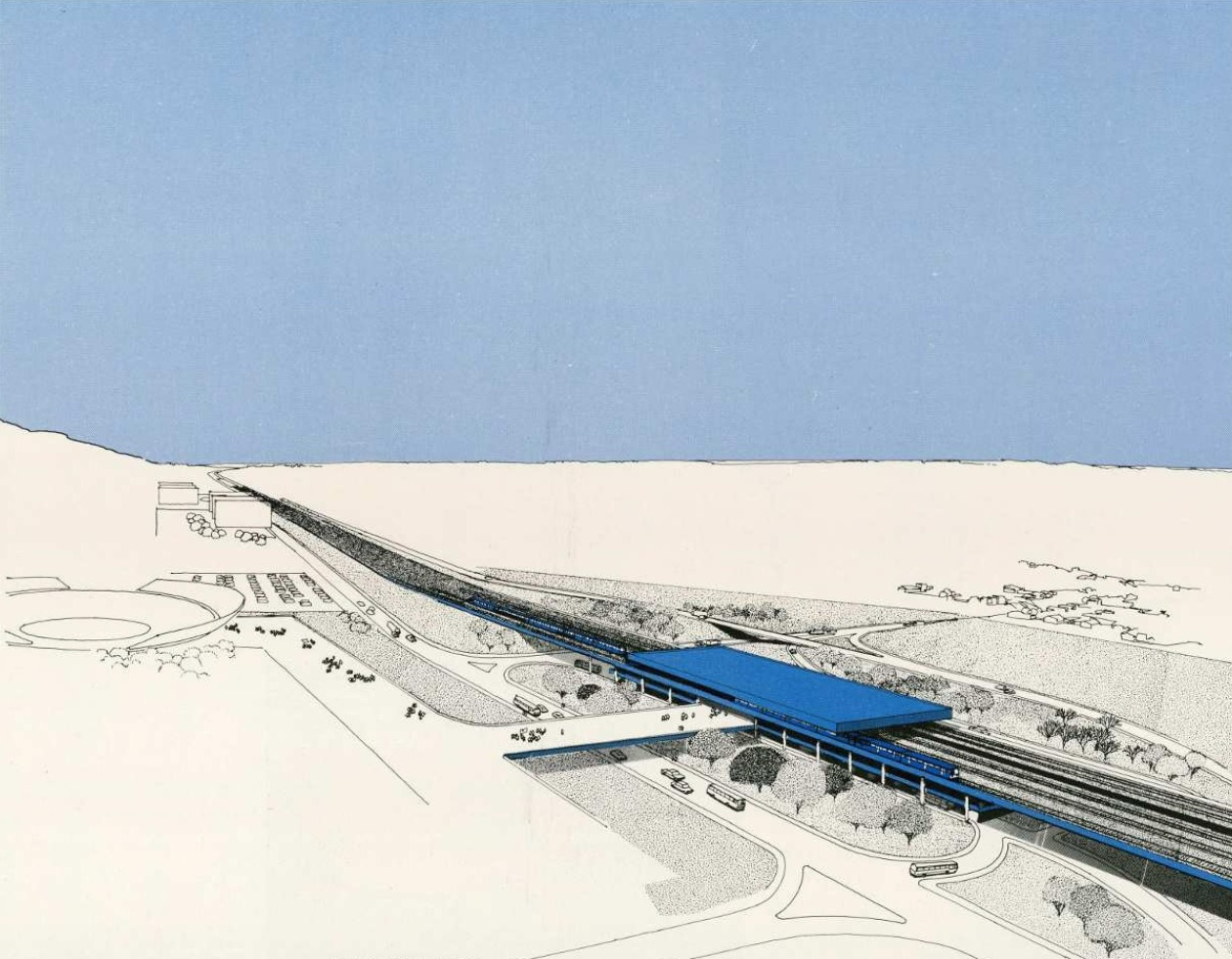
Perspectiva artística da integração entre o estádio e a estação do metrô Corinthians-Itaquera, 1979

Por várias décadas, dirigentes do Corinthians prometeram construir um novo estádio para o clube, já que o Estádio do Parque São Jorge (Estádio Alfredo Schürig) tem capacidade inferior a 18 mil espectadores. Uma das primeiras promessas foi anunciada em 1968, pelo então presidente Wadih Helu, de construir um estádio coberto para 135 mil pessoas. Mais tarde, ele afirmou que compraria o Pacaembu. Depois, lançou uma campanha de venda de alguns títulos patrimoniais e de carnê de prêmios com o objetivo de arrecadar recursos para a construção do "Corinthião".
Entre as décadas de 1950 e 1960, o presidente Vicente Matheus sonhava em construir um estádio para mais de 200 mil torcedores. Como o plano exigia uma grande área, Matheus solicitou à Prefeitura Municipal de São Paulo um terreno localizado em Itaquera, na zona leste de São Paulo, que à época era de propriedade da Cohab, e uma projeção de construir o estádio entre três e cinco anos. Em novembro de 1978, o pedido foi atendido pelo então prefeito Olavo Setúbal, que aprovou a concessão de uma área de 197 mil metros quadrados por 90 anos. Em 1988, a concessão foi renovada por 90 anos, com a condição de que qualquer construção feita na área devesse ser revertida para a cidade sem nenhum custo. Sem obter financiamento, o projeto de Matheus acabou sendo arquivado. Ainda na década de 1980, durante a Democracia Corintiana, o plano do presidente Waldemar Pires era cobrir e elevar a capacidade do estádio do Parque São Jorge para 41 mil lugares. O ídolo Sócrates chegou a fazer propaganda do lançamento da pedra fundamental do estádio em anúncio veiculado na Rede Globo.
Durante a gestão de Alberto Dualib, novos projetos fracassaram. Em meados da década de 1990, a parceria com o Banco Excel previa a construção de um estádio às margens da Rodovia dos Bandeirantes ou da Ayrton Senna. Pouco depois, outra parceira do clube com a Hicks, Muse, Tate & Furst, que prometeu um estádio na região da Rodovia Raposo Tavares, zona oeste da capital paulista, com capacidade entre 40 e 50 mil lugares, para ser entregue até 2002. Com o novo fracasso, cogitou-se retomar algum projeto em Itaquera ou mesmo demolir o Estádio Alfredo Schürig e construir um novo no mesmo local. Na terceira parceria da gestão Dualib, com a Media Sports Investment, o iraniano Kia Jorabichian almejava comprar o Pacaembu, mas depois prometeu um estádio semelhante ao do Sporting CP, com capacidade para 55 000 pessoas, shopping center e estrutura para receber shows.
Após a era Dualib, novas ideias foram lançadas. Em 2007, foi formada a ONG Cooperfiel, por torcedores que tentavam arrecadar fundos para construção de um estádio através de doações e vendas de produtos, mas o plano fracassou. Já sob administração de Andrés Sanches, houve conversas para uma concessão do Estádio do Pacaembu em 2009, entre outros projetos.
Em 13 de agosto de 2010, o presidente Sanches revelou em entrevista ao jornal O Estado de S. Paulo um novo projeto para um estádio corintiano. Entre quatro propostas diferentes, venceu o projeto para um estádio em Itaquera, na zona leste de São Paulo, com capacidade para 48 mil torcedores e um orçamento de 350 milhões de reais. Às vésperas da festa do centenário do clube, o projeto do novo estádio foi oficializado. Especula-se que o então presidente da república Luiz Inácio Lula da Silva, corintiano assumido, tenha tido um papel fundamental ao pressionar a construtora Odebrecht (atual OEC) a realizar a obra, embora o clube oficialmente desminta uma grande influência do ex-mandatário nacional.

### Abertura da Copa de 2014

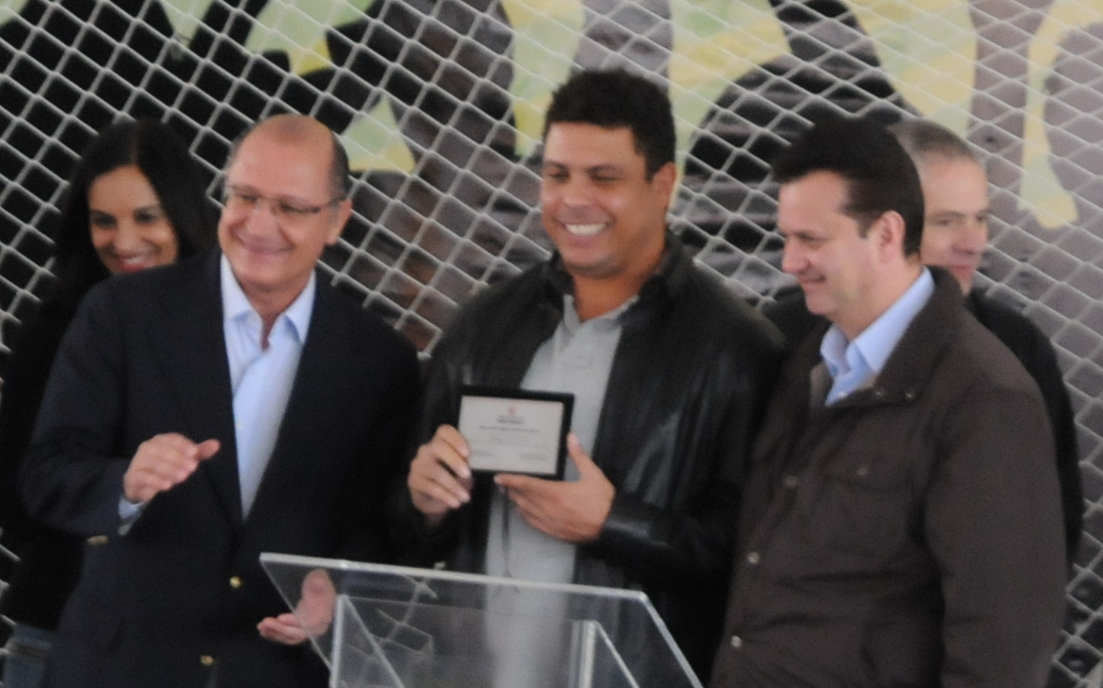
O governador Geraldo Alckmin, Ronaldo e Gilberto Kassab no dia em que a arena foi escolhida para sediar a abertura da Copa do Mundo FIFA de 2014

A estimativa de que a abertura da Copa do Mundo FIFA de 2014 traria 30,75 bilhões de reais em 10 anos para o município de São Paulo, estimulou a cidade a sediar o jogo de abertura. Um estudo da Fundação Getúlio Vargas estimou de 1 bilhão de reais em receita apenas para o jogo de abertura, como os 290 mil turistas são esperados para o evento.
Após o Estádio do Morumbi ser considerado inadequado pela FIFA, o comitê organizador local procurou alternativas e decidiu oferecer a Arena Corinthians para sediar o jogo de abertura da Copa do Mundo; a FIFA aceitou a sugestão e confirmou a decisão em 10 de outubro de 2011. Para sediar a partida de abertura foi necessário realizar modificações no projeto original, o que elevou o custo original de 335 milhões de reais para 1,07 bilhão de reais para atender aos requisitos da FIFA. Os cortes em custos em equipamentos, mobiliário e construção abaixou o preço. Além disso, devido a acordos da FIFA com o Brasil, todas as construções relacionadas com a Copa do Mundo não podem ser tributadas pelo governo federal brasileiro; o preço final acordado foi de 820 milhões de reais.
Um novo contrato foi assinado em 19 de julho de 2011, com a Odebrecht (atual OEC); 400 milhões de reais do total seriam financiados pelo BNDES e o restante de 420 milhões de reais em isenções fiscais concedidos pela cidade. Uma lei de 2007 declarou que esses créditos tributários podem ser usados por qualquer empresa que se estabelecer na região leste da cidade, oferecendo um crédito de sessenta centavos por cada real investido. A nova lei foi aprovada pelo câmara municipal da cidade para lidar especificamente com este estádio e reduzir os incentivos, vinculando a concessão dos créditos para sediar o jogo de abertura da Copa do Mundo e limitando a quantidade total de créditos de 420 milhões de reais.
O contrato de financiamento com o BNDES foi assinado em 29 de novembro de 2013, sob seu programa ProCopas, para as arenas da Copa do Mundo de 2014. A Caixa Econômica Federal é o agente de distribuição dos recursos. O custo estimado de construção não incluía as despesas de instalação das estruturas móveis exclusivas para a Copa do Mundo, que elevariam a capacidade bruta do estádio oficialmente para 67 349 lugares, com assentos disponíveis de 59 955. Em realidade, até poucos meses antes do início da Copa, houve divergências entre dirigentes corintianos e da Fifa sobre quem arcaria com essas despesas.

### Construção

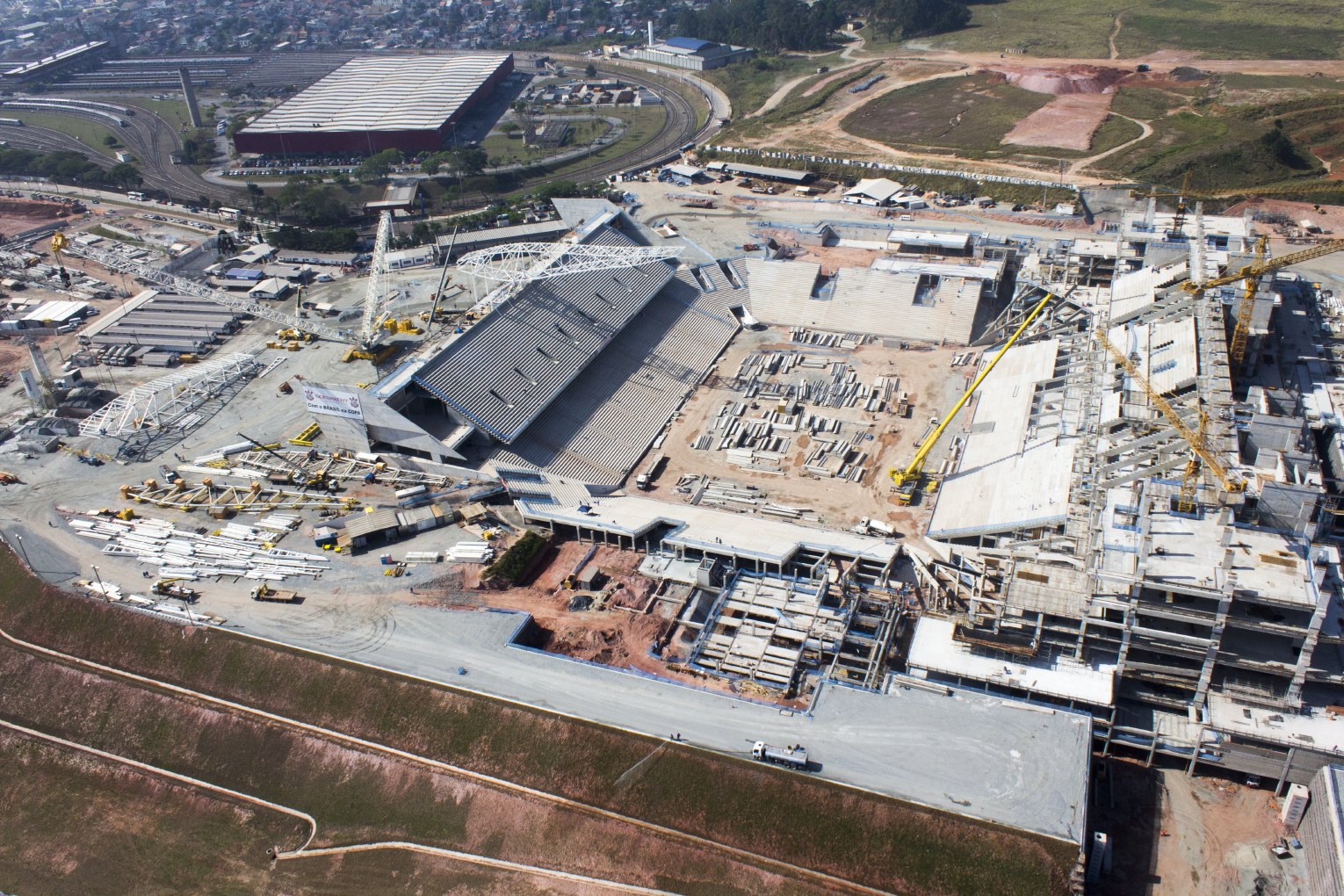
A arena durante a sua construção em dezembro de 2012

Após a assinatura do contrato com a construtora Norberto Odebrecht (atual OEC), as obras do novo estádio corintiano começaram oficialmente em 30 de maio de 2011 com a terraplenagem. Com 100 dias de trabalhos completados em 6 de setembro, a promessa era de que as obras da arena fossem concluídas em dezembro de 2013. Em dezembro, a arena recebeu as primeiras vigas de sustentação das arquibancadas.
Nesse mesmo período, teve início a realocação de dutos da Petrobras que transportavam nafta e óleo combustível entre Santo André e Guarulhos, que foi um primeiro obstáculo na obra. Sua transposição foi finalizada em abril de 2012. Naquele mesmo mês, com 30% das obras concluídas, foram iniciados os trabalhos de assentamento de degraus da arquibancada superior leste. No início de outubro, as obras ultrapassaram a marca de 50% de conclusão.

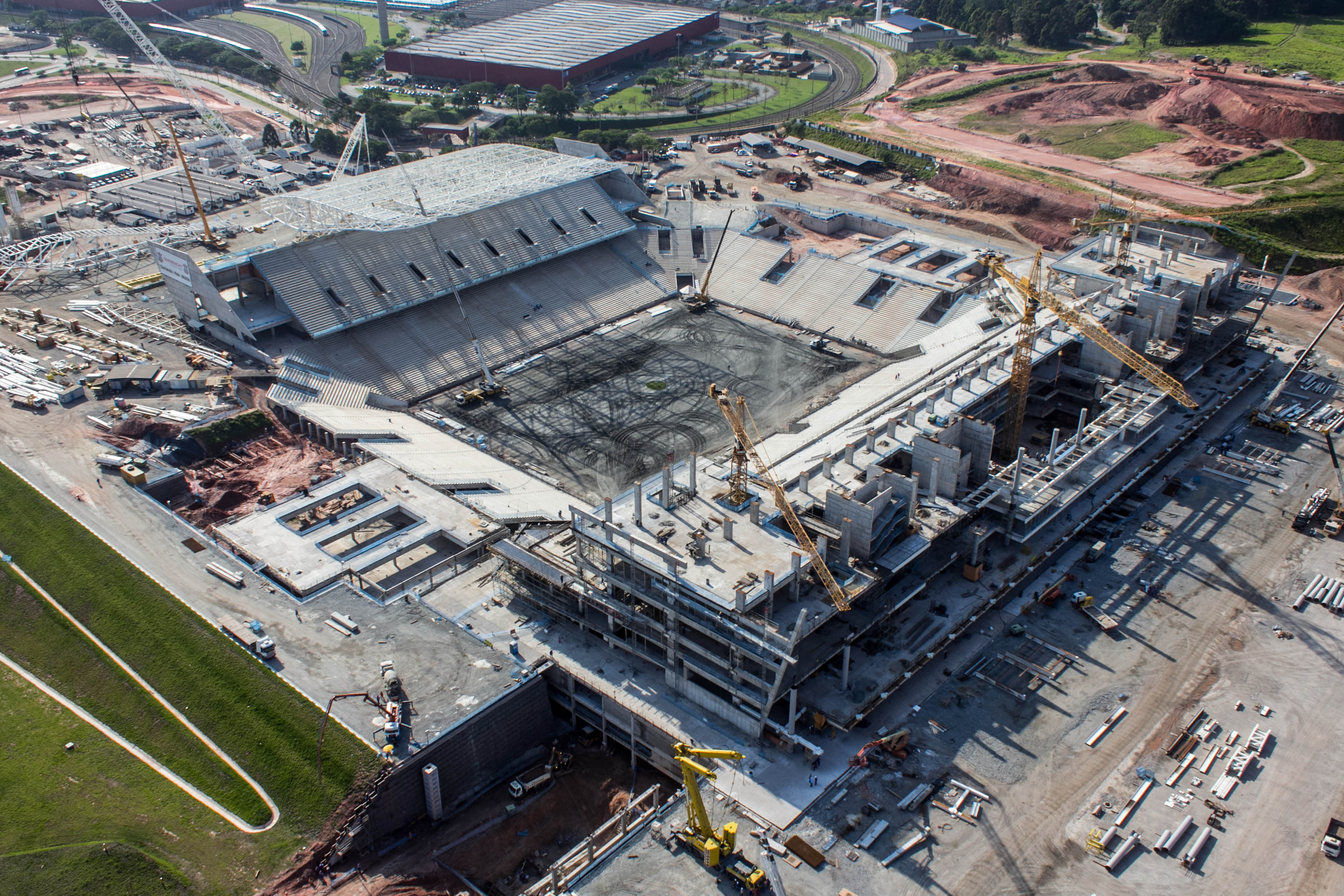
Avanço das obras da arena em meados de 2012

Em abril de 2013, com mais de 70% das obras concluídas, o telão gigante passou pelo primeiro teste noturno e foi aprovado. No final de junho, a grama do estádio foi plantada e, dias depois, começou a nascer. Em julho, com mais de 82% das obras concluidas, os vidros da fachada do prédio oeste começam a ser instalados.
Em setembro, a obra atingiu 87% de conclusão, com o início da instalação das primeiras cadeiras na arquibancada inferior leste, a elevação das primeiras estruturas da cobertura e conclusão da demarcação oficial do campo. Ao final de novembro, as obras estavam 95% concluídas quando um guindaste cedeu e acertou parte da arquibancada do estádio.
Após uma visita do secretário-geral da FIFA, Jérôme Valcke, foi anunciado que o estádio alcançou 97% das obras concluídas ao fim de janeiro de 2014. Em 15 de abril, o estádio foi entregue simbolicamente ao Corinthians, embora com 98% das obras concluídas.

### Inauguração
Inicialmente, a Odebrecht previa entregar a Arena Corinthians no dia 31 de dezembro de 2013. Contudo, o cronograma de entrega sofreu atrasos por conta de acidentes na obra e a construtora entregou oficialmente o estádio em 15 de abril de 2014.
No dia 1 de maio, Dia Internacional do Trabalhador, ocorreu uma partida entre operários que trabalharam na construção da arena, com entradas limitadas e distribuídas pela Odebrecht somente a funcionários e aos seus familiares. A confraternização não foi um evento-teste e sequer foram utilizadas as catracas e as lanchonetes. O único evento antes da inauguração oficial foi uma festa em celebração ao 103° aniversário do Corinthians em 28 de setembro de 2013, com um show de Ivete Sangalo diante de 3 mil espectadores no prédio leste.

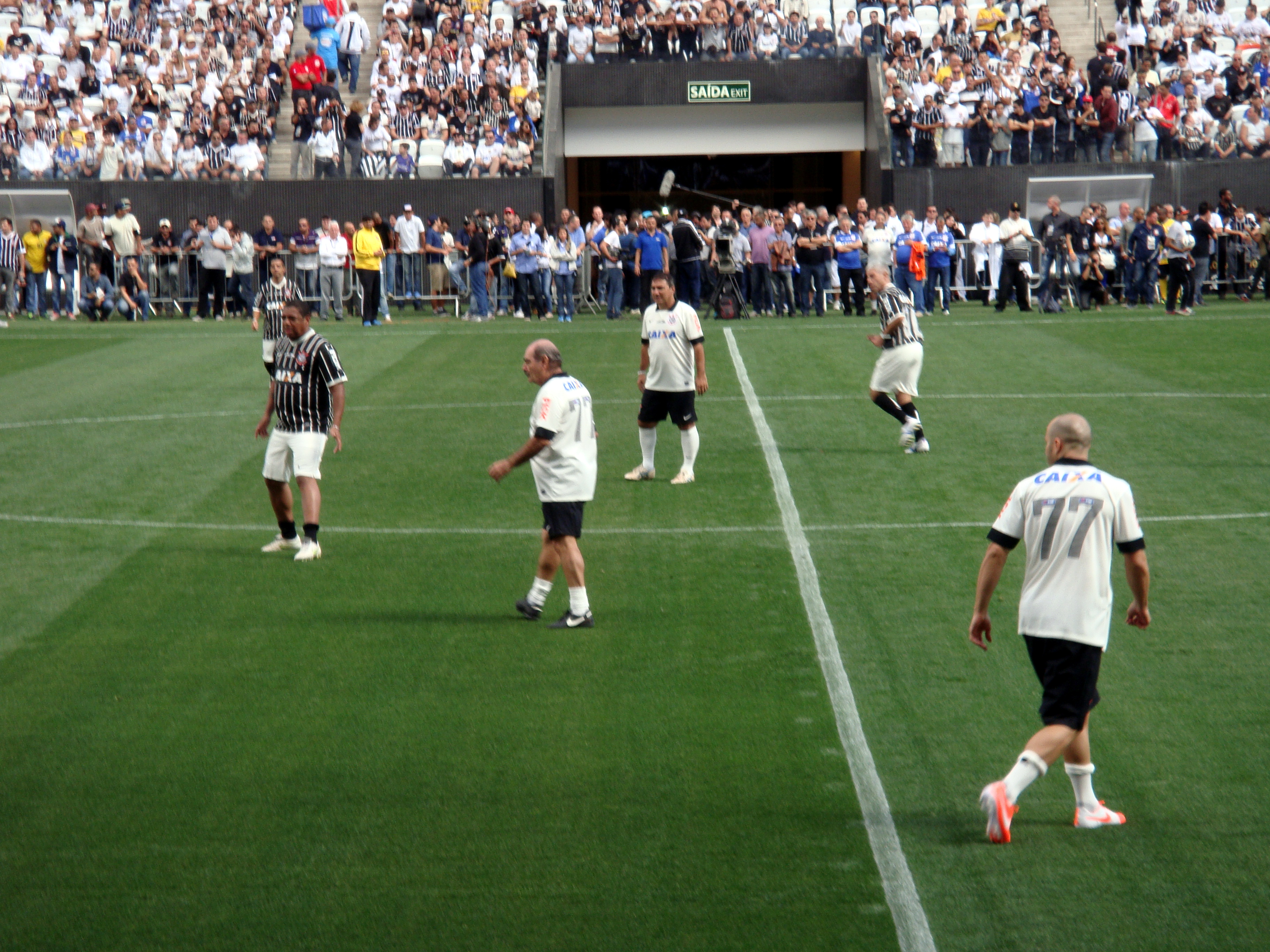
Rivellino (entre Vampeta e Alessandro) marca o primeiro gol no jogo inaugural da arena

Em decorrência dos atrasos na conclusão da obra, a Arena Corinthians não pôde ser testada em sua plenitude até a abertura da Copa do Mundo.
Primeiro teste considerado pela FIFA, a primeira partida oficial na Arena Corinthians ocorreu no dia 18 de maio entre Corinthians e Figueirense, válida pelo Campeonato Brasileiro, e que teve seu primeiro gol anotado por Giovanni Augusto, meio-campista da equipe catarinense. Nesse primeiro evento-teste com padrão Fifa, mais setores do estádio foram liberados, mas as arquibancadas provisórias não foram liberadas ao público porque não haviam sido finalizadas em tempo. O jogo testou desde os serviços de transporte, acesso, alimentação e comunicações do estádio até o gramado, cobertura e sala de imprensa do mesmo. A partida terminou 1 a 0 para o Figueirense.
O secretário-geral Jérôme Valcke não ficou satisfeito com o primeiro teste oficial da Arena Corinthians, em especial com o nível de serviço e de segurança, e autorizou a realização de uma segunda prova. O desejo da FIFA era de que o novo evento-teste pudesse ser utilizado com capacidade total de público no estádio, mas o Corpo de Bombeiros liberou apenas parcialmente o uso das arquibancadas móveis. Na partida entre Corinthians e Botafogo, jogada no dia 1 de junho e válida pelo Campeonato Brasileiro, o comando dos testes ficou a cargo exclusivo da FIFA. Apesar das melhorias em relação ao primeiro jogo-teste oficial, houve ainda problemas, principalmente de acesso à arena.

### Nome oficial

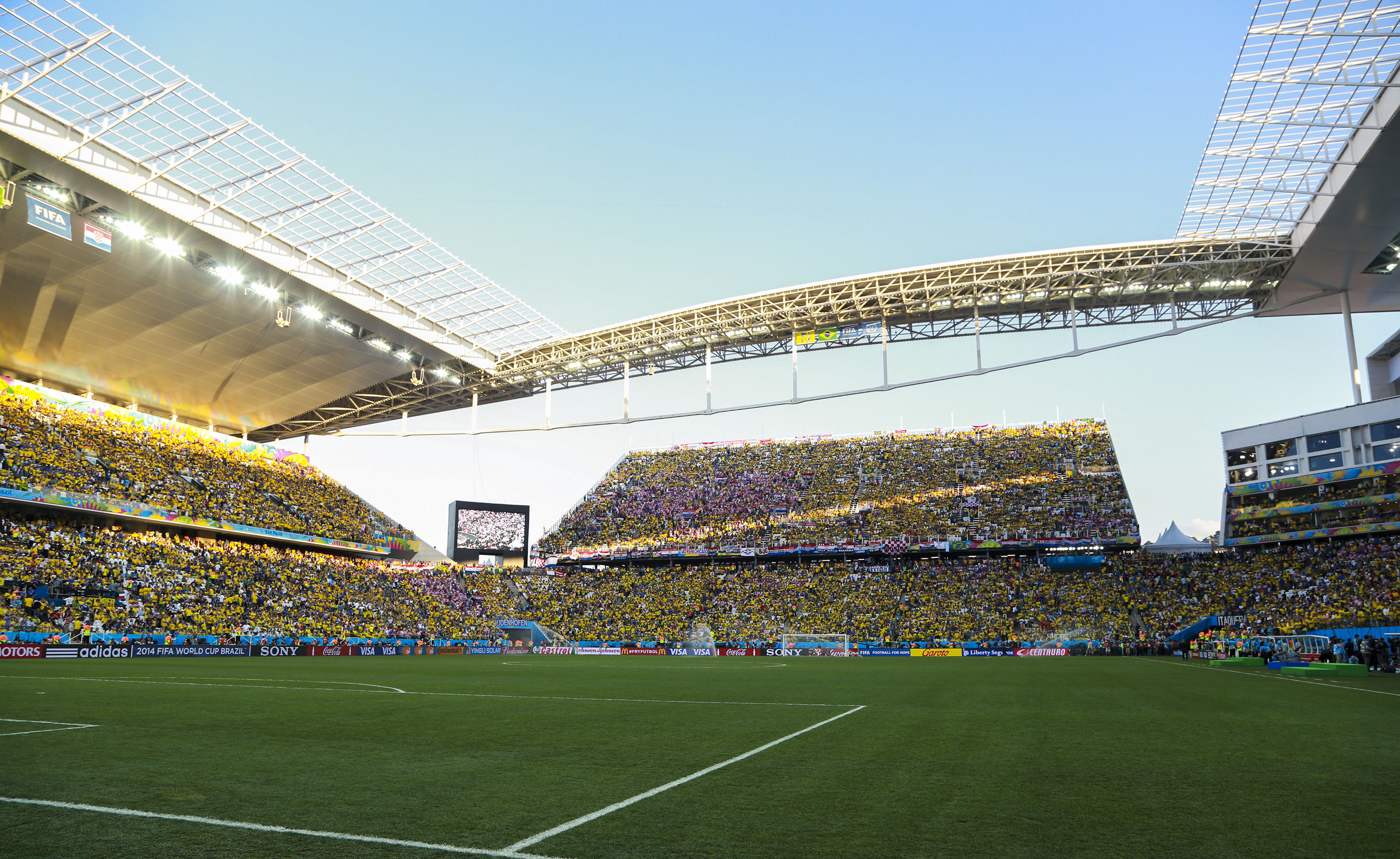
Partida inaugural do mundial de 2014, entre Brasil e Croácia

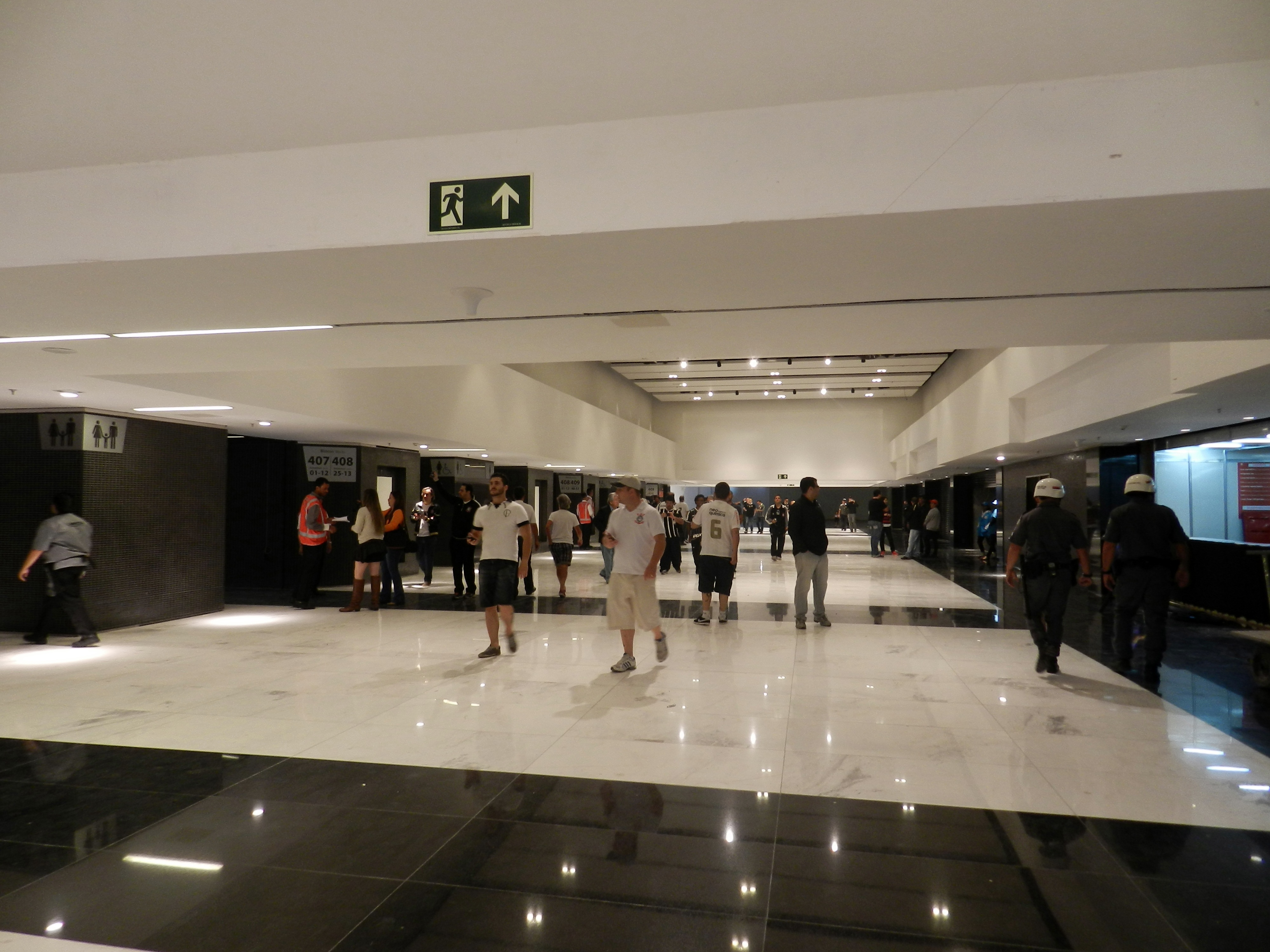
Área leste da Neo Química Arena

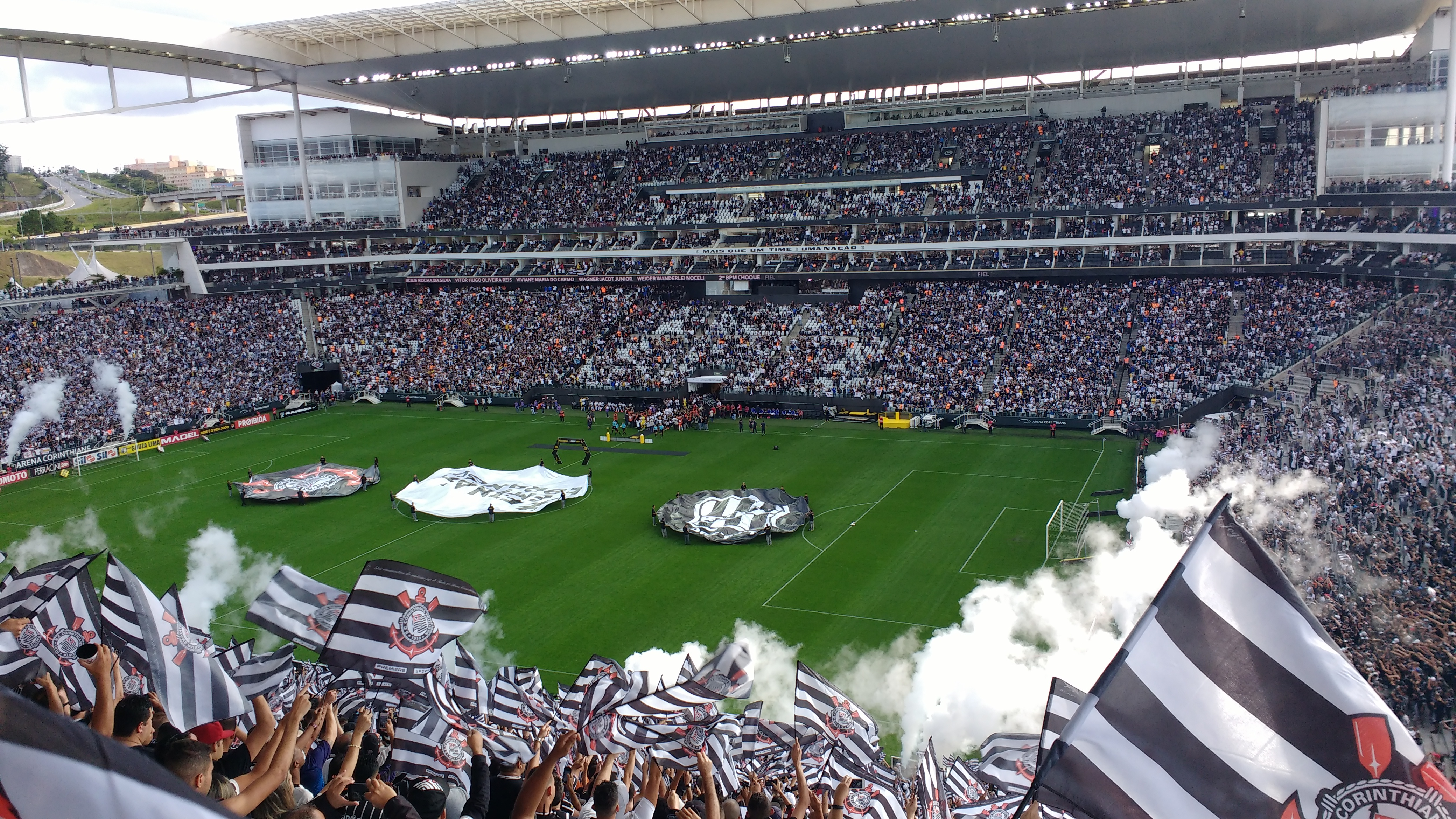
Primeiro título conquistado pelo Corinthians na arena, na final do Paulistão 2017, contra a Ponte Preta

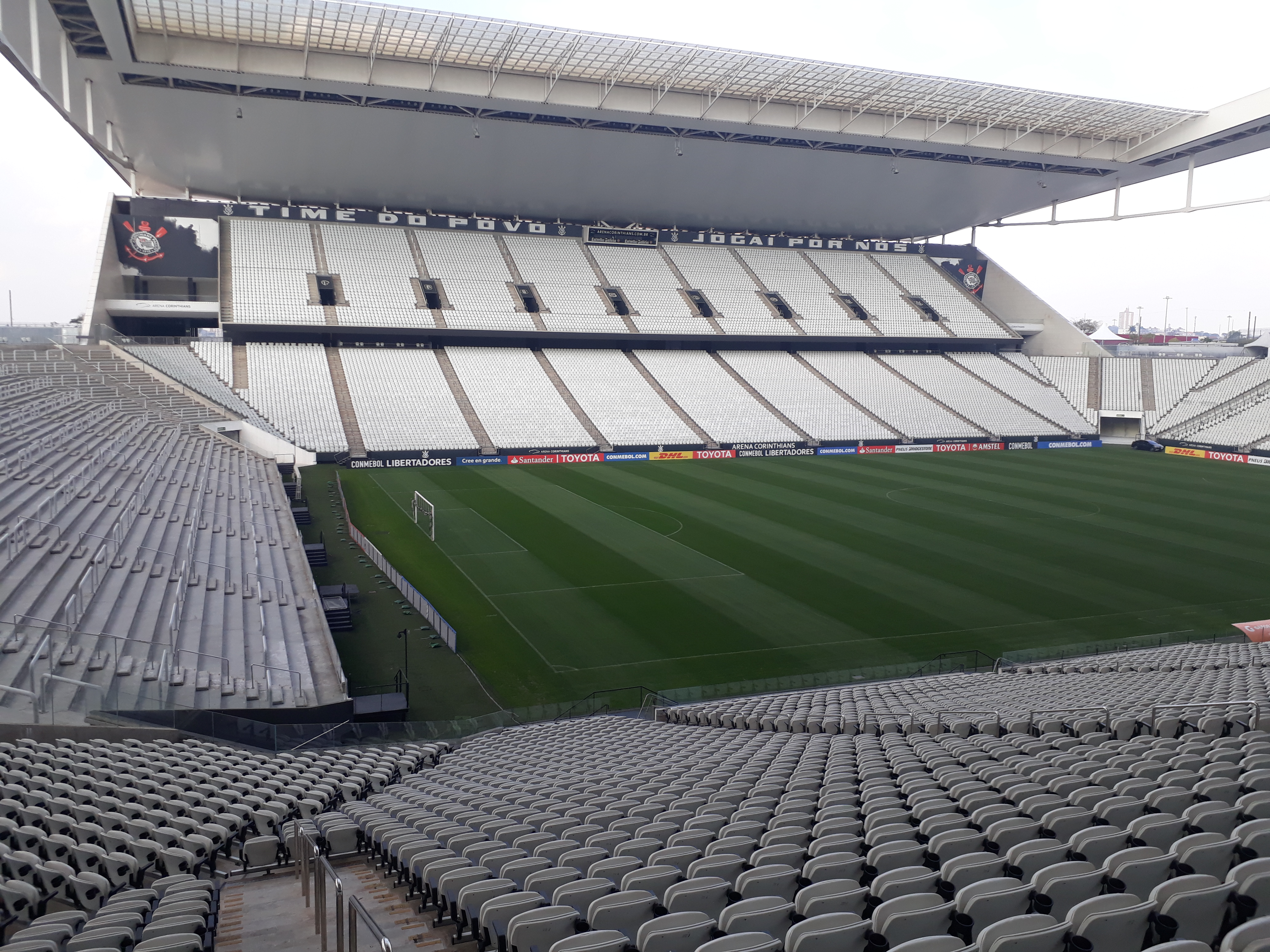
Setor Norte, sem cadeiras, destinado a área das torcidas organizadas do Corinthians

O novo estádio do Corinthians começou a ser construído sem um nome de batismo oficial, apenas com o nome provisório de Arena Corinthians ou Arena Itaquera. Sem um nome definitivo, muitos meios de comunicação brasileiros passaram a se referir ao campo por apelidos como Fielzão e, principalmente, Itaquerão. A imprensa justifica que é uma tradição no país chamar os estádios brasileiros pelo nome do bairro - por exemplo, os estádios do Pacaembu, Morumbi, Maracanã, Canindé - ou por aumentativo, cuja alcunha tem grande apelo popular com o acréscimo do"ão" no final - entre os quais, Engenhão, Mineirão, Castelão, Mangueirão, Barradão e Vivaldão.
Tendo a intenção de negociar os naming rights do novo estádio, a diretoria do Corinthians fez pedidos para que a imprensa não utilizasse os nomes Fielzão e Itaquerão, alegando que esse uso atrapalharia as negociações com empresas ou grupos interessados em batizar a arena corintiana. O clube chegou mesmo a pedir a troca de placas de sinalização instaladas por São Paulo com o nome Estádio Itaquera. No entanto, diversos meios de comunicação têm chamado o estádio como Itaquerão, causando reclamações entre dirigentes e parcela de torcedores corintianos.
As negociações para cessão dos direitos de nome (em inglês:  naming rights) do novo estádio do Corinthians tiveram início em meados de 2011, com a pretensão de que se atingisse um valor entre 300 a 400 milhões de reais para a empresas interessadas em batizar a arena por 10 ou 15 anos. Dirigentes procuraram a Petrobras em outubro daquele ano, mas não houve interesse da companhia. No mês seguinte, houve uma proposta de uma companhia aérea estrangeira no valor de 220 milhões de reais, que foi recusada por Andrés Sanches, responsável por assuntos relativos à Arena Corinthians.
Em 2012, o banco BMG foi procurado, mas não demonstrou interesse. Negociações com a cervejaria Itaipava também acabaram fracassando. No final de 2013, Andrés Sanchez iniciou negociações com grupos financeiros nos Emirados Árabes Unidos. Em maio de 2014, Sanches voltou a Dubai, nos Emirados Árabes Unidos, para discutir com executivos da empresa Emirates a venda do direito de nomear a arena por 20 anos, por uma valor estimado em 400 milhões de reais, também sem sucesso.
Depois de um estudo foi pelo Ibope Repucom, capitaneado por José Colagrossi Neto, para estimar uma cifra justa para a concretização do negócio, no dia 1 de setembro de 2020 à meia noite, em meio as comemorações do centésimo décimo aniversário do Sport Club Corinthians Paulista, em um evento transmitido pelo canal oficial da Corinthians TV no YouTube, o então presidente do clube Andrés Sanchez juntamente com executivos da Hypera Pharma, dona do conglomerado que a farmacêutica Neo Química faz parte, anunciaram a venda dos Direitos de nome do estádio localizado no distrito de Itaquera, na capital paulista, sendo então revelado o nome oficial do estádio, Neo Química Arena. O novo acordo de naming rights também possibilita a realização de shows na arena, ideia que o presidente do Corinthians, Andrés Sanchez sempre foi contra, mas acabou convencido pela cúpula do clube. A mesma também garantiu que partidas de futebol serão realizadas, mesmo quando ocorrer shows, e que o dinheiro de eventos desse porte ficará com o Corinthians.

### Dívidas
Por contrato, o Corinthians é obrigado a destinar toda a receita do estádio, incluindo bilheteria, propriedades comerciais (como camarotes e lojas) e naming rights, inicialmente para pagar a dívida contraída com o BNDES. A dívida inclui encargos da Caixa Econômica Federal com uma taxa de juros de 8,5% ao ano. O pagamento ao Arena FII, fundo imobiliário administrado por Odebrecht (atual Novonor) e Caixa Econômica Federal e montado exclusivamente para o pagamento do estádio corintiano, é avaliado em 1,150 bilhão de reais. Como 420 milhões de reais são em incentivos fiscais, o clube deve arcar com a outra parte do montante, estimado entre 730 a 750 milhões de reais, em até 12 anos.
Uma previsão inicial dos dirigentes é que o clube consiga saldar a dívida com sete anos de bilheteria. De acordo com o jornal esportivo Lance!, a arrecadação do Corinthians em 2014 foi de 33 milhões de reais para o fundo, valor insuficiente para cobrir a primeira parcela de 100 milhões de reais a vencer em 15 de julho de 2015. Parte dos atrasos no faturamento foi causado pela falta de exploração dos recursos visados à época da construção, como venda de camarotes, realização de eventos e utilização dos prédios da ala oeste. O primeiro evento não-esportivo na arena ocorreu apenas em setembro de 2015, com o Sambô realizando show antes do jogo do Corinthians contra o Joinville.
A torcida do Corinthians está engajada na “vaquinha” para pagar a dívida com a Caixa Econômica Federal pela Neo Química Arena. Em 24 horas da campanha, foram arrecadados R$ 7,46 milhões. O projeto conta com o apoio da Gaviões da Fiel, principal organizada do time alvinegro, e tem como meta alcançar o R$ 700 milhões, valor devido pelo clube ao banco estatal.

## Eventos internacionais

### Copa do Mundo FIFA de 2014

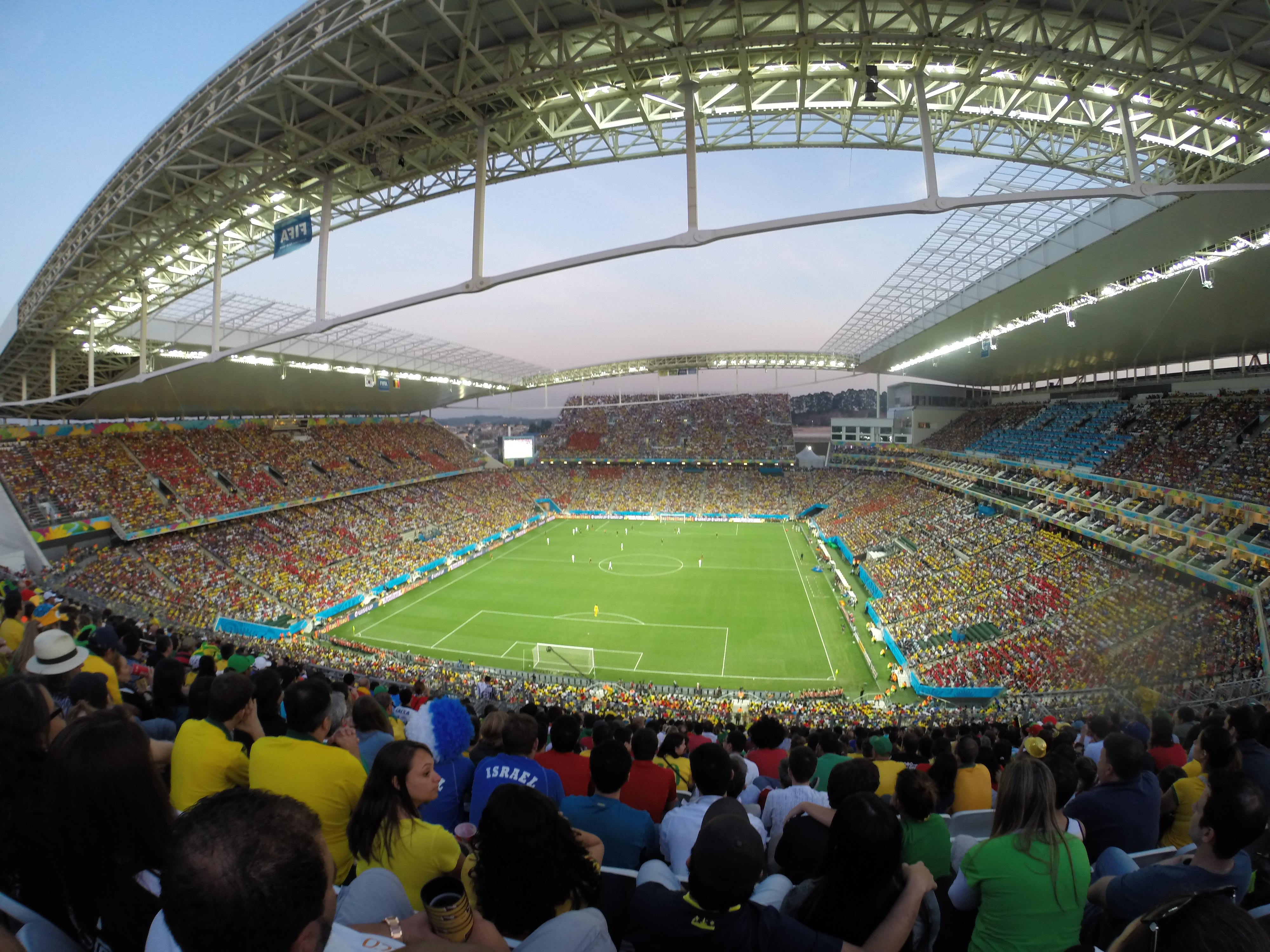
Jogo entre Bélgica e Coreia do Sul durante a Copa do Mundo FIFA de 2014

A Arena Corinthians recebeu seis jogos da Copa do Mundo FIFA de 2014, sendo quatro jogos da fase inicial, entre eles a partida de abertura entre Brasil e Croácia; um jogo das oitavas-de-final e outro das semifinais. Durante a Copa, o estádio foi chamado de "Arena de São Paulo" pela FIFA.
A abertura da competição ocorreu no dia 12 de junho, com a partida entre Brasil e Croácia. A cerimônia oficial teve aproximadamente 25 minutos de duração e contou com a participação de cerca de 600 bailarinos, além das apresentações de Claudia Leitte, Pitbull e Jennifer Lopez. O maior público da Arena foi na partida semifinal entre Holanda e Argentina, no dia 9 de julho, que contou com 63 267 presentes e até hoje o recorde de espectadores no estádio.
| Data                | Horário (UTC−3) | Equipe 1      | Placar      | Equipe 2   | Rodada           | Público |
| ------------------- | --------------- | ------------- | ----------- | ---------- | ---------------- | ------- |
| 12 de junho de 2014 | 17:00           | Brasil        | 3 – 1       | Croácia    | Grupo A          | 62 103  |
| 19 de junho de 2014 | 16:00           | Uruguai       | 2 – 1       | Inglaterra | Grupo D          | 62 575  |
| 23 de junho de 2014 | 13:00           | Países Baixos | 2 – 0       | Chile      | Grupo B          | 62 996  |
| 26 de junho de 2014 | 17:00           | Coreia do Sul | 0 – 1       | Bélgica    | Grupo H          | 61 397  |
| 1 de julho de 2014  | 13:00           | Argentina     | 1 – 0       | Suíça      | Oitavas-de-final | 63 255  |
| 9 de julho de 2014  | 17:00           | Países Baixos | 0(2) – (4)0 | Argentina  | Semifinais       | 63 267  |

### Olimpíadas 2016
Em março de 2015, a Fifa comunicou que a Arena Corinthians seria um dos sete estádios utilizados para o Torneio de Futebol dos Jogos Olímpicos de 2016, que ocorreram entre 3 a 20 de agosto de 2016.
Torneio feminino
| Público | Competição               | Partida                | Rodada              | Data                 |
| ------- | ------------------------ | ---------------------- | ------------------- | -------------------- |
| 20 521  | Jogos Olímpicos Rio 2016 | Canadá 2–0 Austrália   | Primeira fase       | 3 de agosto de 2016  |
| 20 521  | Jogos Olímpicos Rio 2016 | Zimbabwe 1–6 Alemanha  | Primeira fase       | 3 de agosto de 2016  |
| 30 295  | Jogos Olímpicos Rio 2016 | Canadá 3–1 Zimbabwe    | Primeira fase       | 6 de agosto de 2016  |
| 37 475  | Jogos Olímpicos Rio 2016 | Alemanha 2–2 Austrália | Primeira fase       | 6 de agosto de 2016  |
| 38 688  | Jogos Olímpicos Rio 2016 | Canadá 1–0 França      | Quartas-de-final    | 12 de agosto de 2016 |
| 39 718  | Jogos Olímpicos Rio 2016 | Brasil 1–2 Canadá      | Disputa pelo bronze | 19 de agosto de 2016 |

Torneio masculino
| Público | Competição               | Partida                  | Rodada           | Data                 |
| ------- | ------------------------ | ------------------------ | ---------------- | -------------------- |
| 36 702  | Jogos Olímpicos Rio 2016 | Colômbia 2–0 Nigéria     | Primeira fase    | 10 de agosto de 2016 |
| 37 742  | Jogos Olímpicos Rio 2016 | África do Sul 1–1 Iraque | Primeira fase    | 10 de agosto de 2016 |
| 41 560  | Jogos Olímpicos Rio 2016 | Brasil 2–0 Colômbia      | Quartas-de-final | 13 de agosto de 2016 |
| 35 562  | Jogos Olímpicos Rio 2016 | Nigéria 0–2 Alemanha     | Semifinais       | 17 de agosto de 2016 |

### Copa América de 2019
Em novembro de 2018, a Conmebol comunicou que a Arena Corinthians iria substituir o Allianz Parque na competição entre seleções da América do Sul, sendo um dos seis estádios utilizados para a Copa América, que ocorreram entre 14 de junho a 7 de julho de 2019.
| Data                | Horário (UTC−3) | Equipe 1  | Placar      | Equipe 2 | Rodada                      | Público |
| ------------------- | --------------- | --------- | ----------- | -------- | --------------------------- | ------- |
| 22 de junho de 2019 | 16:00           | Brasil    | 5 – 0       | Peru     | Grupo A                     | 42 317  |
| 28 de junho de 2019 | 20:20           | Colômbia  | 0(4) – (5)0 | Chile    | Quartas-de-final            | 41 692  |
| 6 de julho de 2019  | 16:00           | Argentina | 2 – 1       | Chile    | Disputa pelo terceiro lugar | 41 573  |

### National Football League
A National Football League (NFL), a liga estadunidense de futebol americano, realizou um jogo oficial de sua temporada regular de 2024-25 no Brasil. A NFL estabeleceu a data de 6 de setembro de 2024 para a realização da partida. O Philadelphia Eagles foi a equipe mandante e foi definido que o adversário seria Green Bay Packers. Para 2025, a Neo Química Arena foi novamente confirmada para a abertura da temporada da NFL. O jogo será em 5 de setembro entre o Los Angeles Chargers e um adversário ainda a ser definido. O adversário escolhido é o Kansas City Chiefs.
| Data                  | Equipe 1             | Placar    | Equipe 2           | Placar    | Público   |
| --------------------- | -------------------- | --------- | ------------------ | --------- | --------- |
| 6 de setembro de 2024 | Philadelphia Eagles  | 34        | Green Bay Packers  | 29        | 47 236    |
| 5 de setembro de 2025 | Los Angeles Chargers | a definir | Kansas City Chiefs | a definir | a definir |

## Estrutura e arquitetura

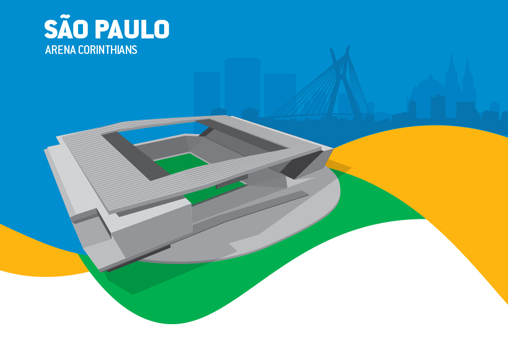
Projeto da Arena Corinthians

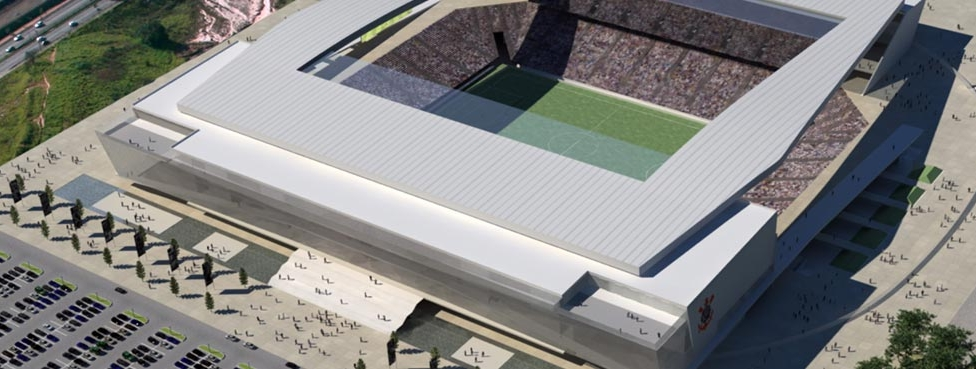
Modelo em 3D do estádio

Aníbal Coutinho projetou o estádio para ser "um estádio que iria ajudar os torcedores, que poderia ajudar a equipe a vencer as partidas, eu queria fazer os torcedores chegarem em campo." Aníbal liderou uma equipe de 25 arquitetos.
O complexo está em uma propriedade de 197 095,14 metros quadrados. A área construída é de 189 mil metros quadrados, com 17 500 metros cúbicos de concreto. Cerca de 80% da construção estrutural foi feita de elementos pré-moldados, 40% fabricados em plantas de 7 500 metros quadrados no local. O número máximo de trabalhadores no local foi de 2 300 pessoas, registrado em novembro de 2012.
A estrutura retangular de 267 por 228 metros e 43 metros de altura estádio tem dois edifícios: o principal, no lado oeste, e outro no lado leste. Quando as medições são tomadas a partir do campo, o altura lado leste é de 51 metros, do lado oeste vai até 57 metros e as extremidades norte e sul têm 15 metros de altura. O campo fica a exatamente a 777 metros, como explicado por Aníbal Coutinho: "O número 77 é considerado de sorte para o clube. O clube está localizado no número 777 da Rua São Jorge, o que traz à mente 1977, quando eles ganharam um de seus campeonatos mais famosos de todos os tempos." (o Campeonato Paulista de Futebol de 1977).
O estádio conta com uma fundação com 3 100 estacas, 594 pilares, 3 274 vigas, além de 11 682 lajes, um total de 1 937 degraus e uma cobertura metálica com uma área de 32 200 metros quadrados.

### Edifícios Oeste e Leste

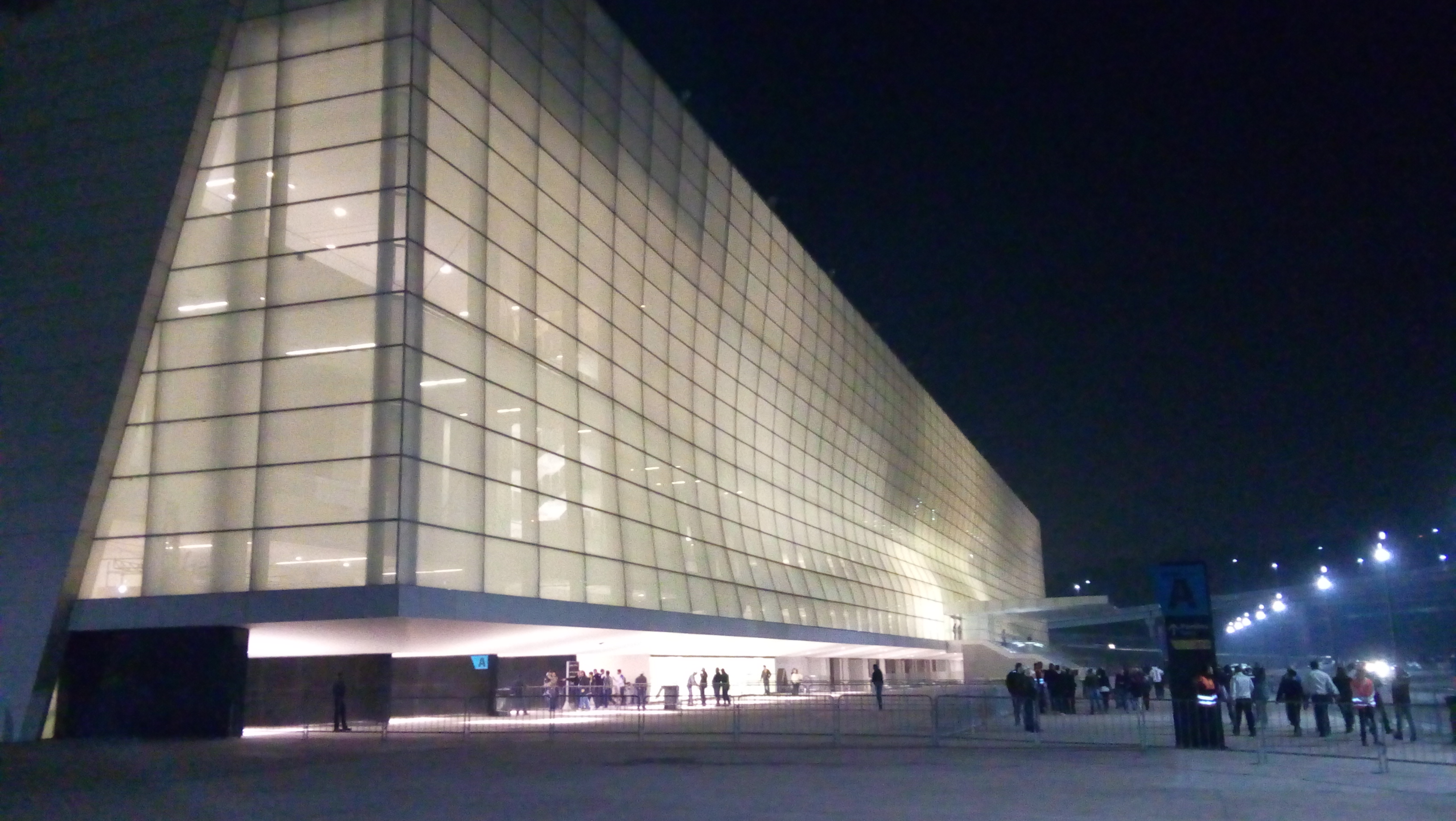
Edifício oeste "envidraçado" da Neo Química Arena

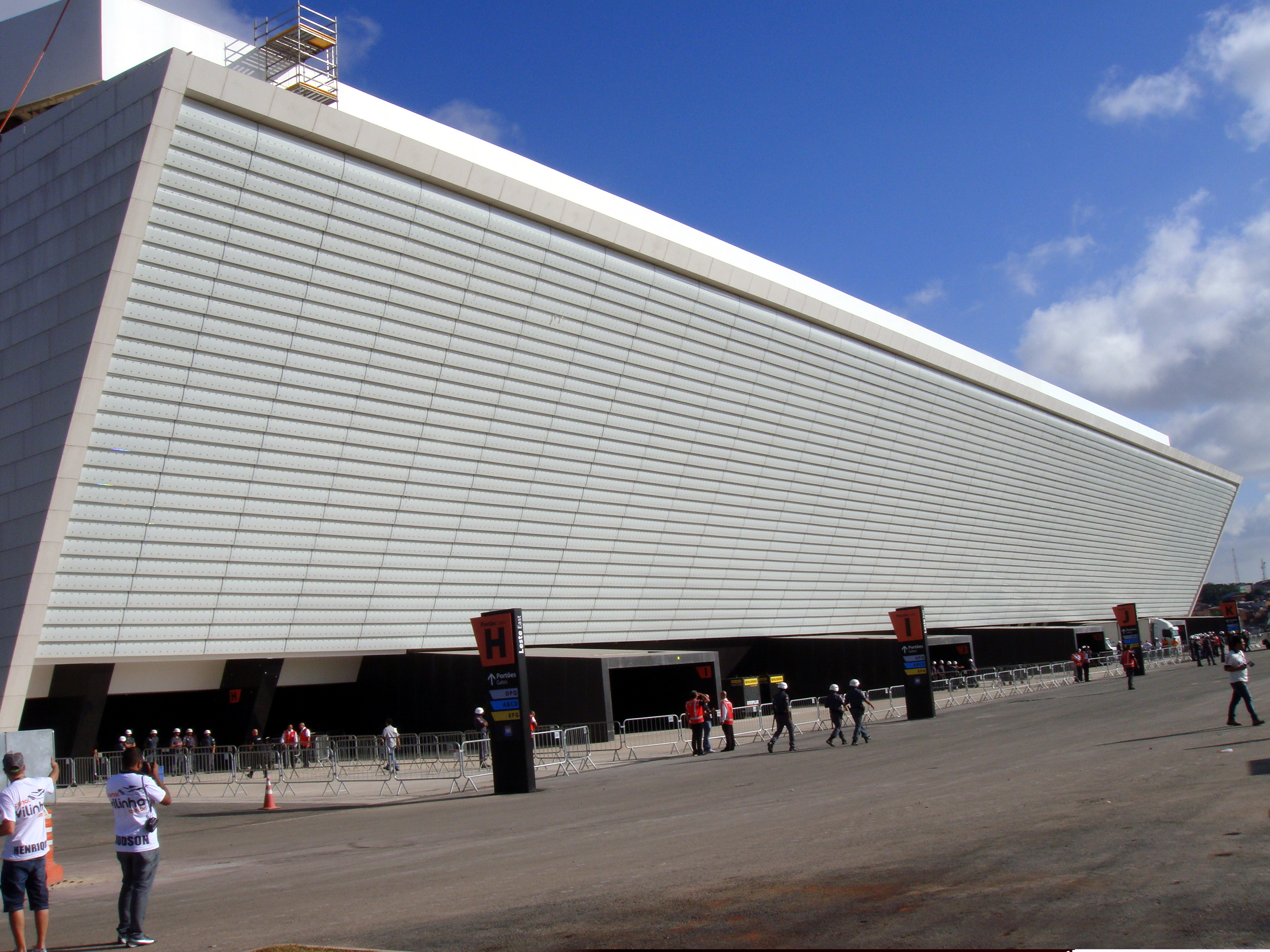
Telão de vídeo LED no lado leste da Neo Química Arena, considerado o maior do mundo

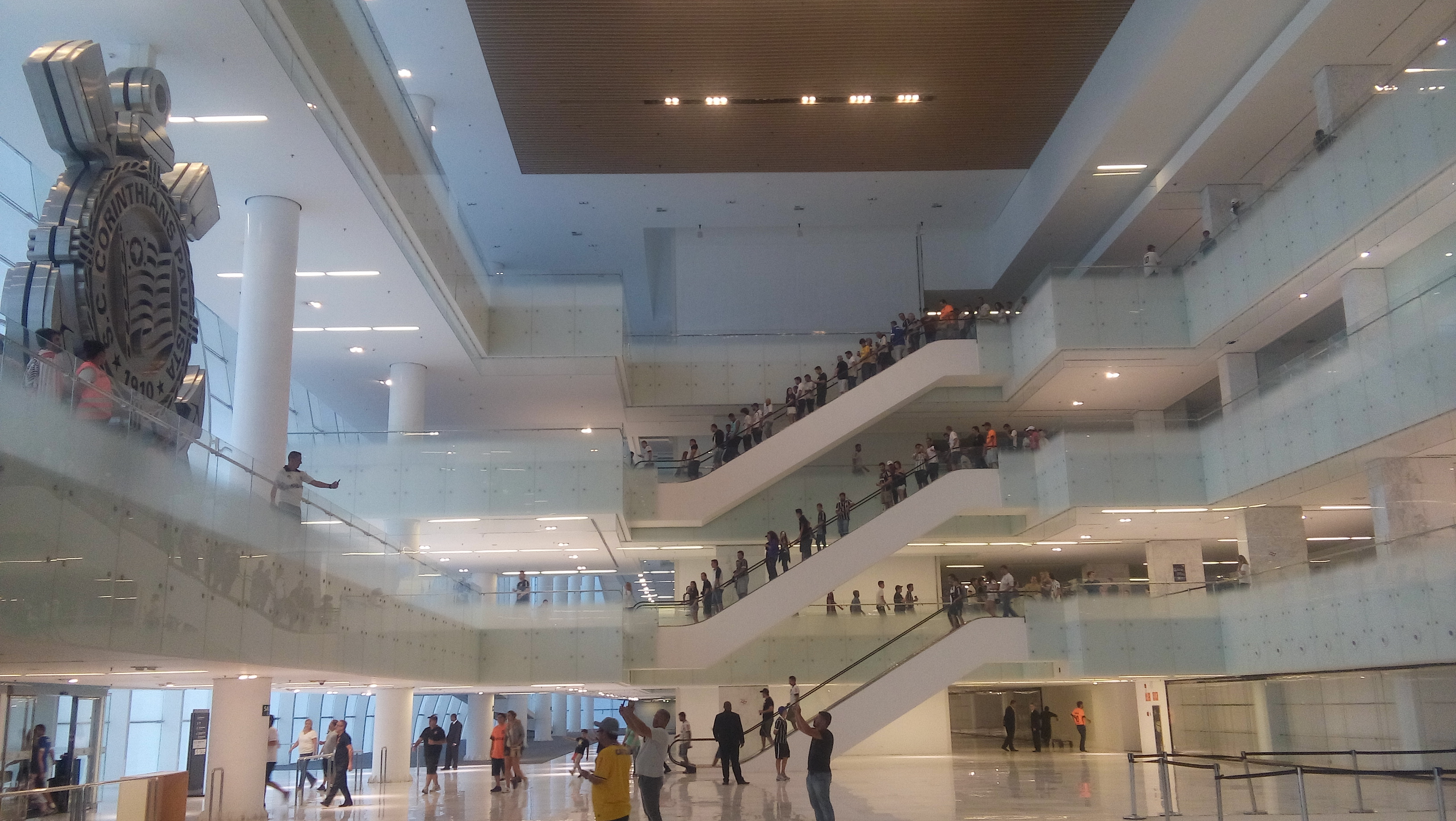
Hall do edifício oeste da Neo Química Arena

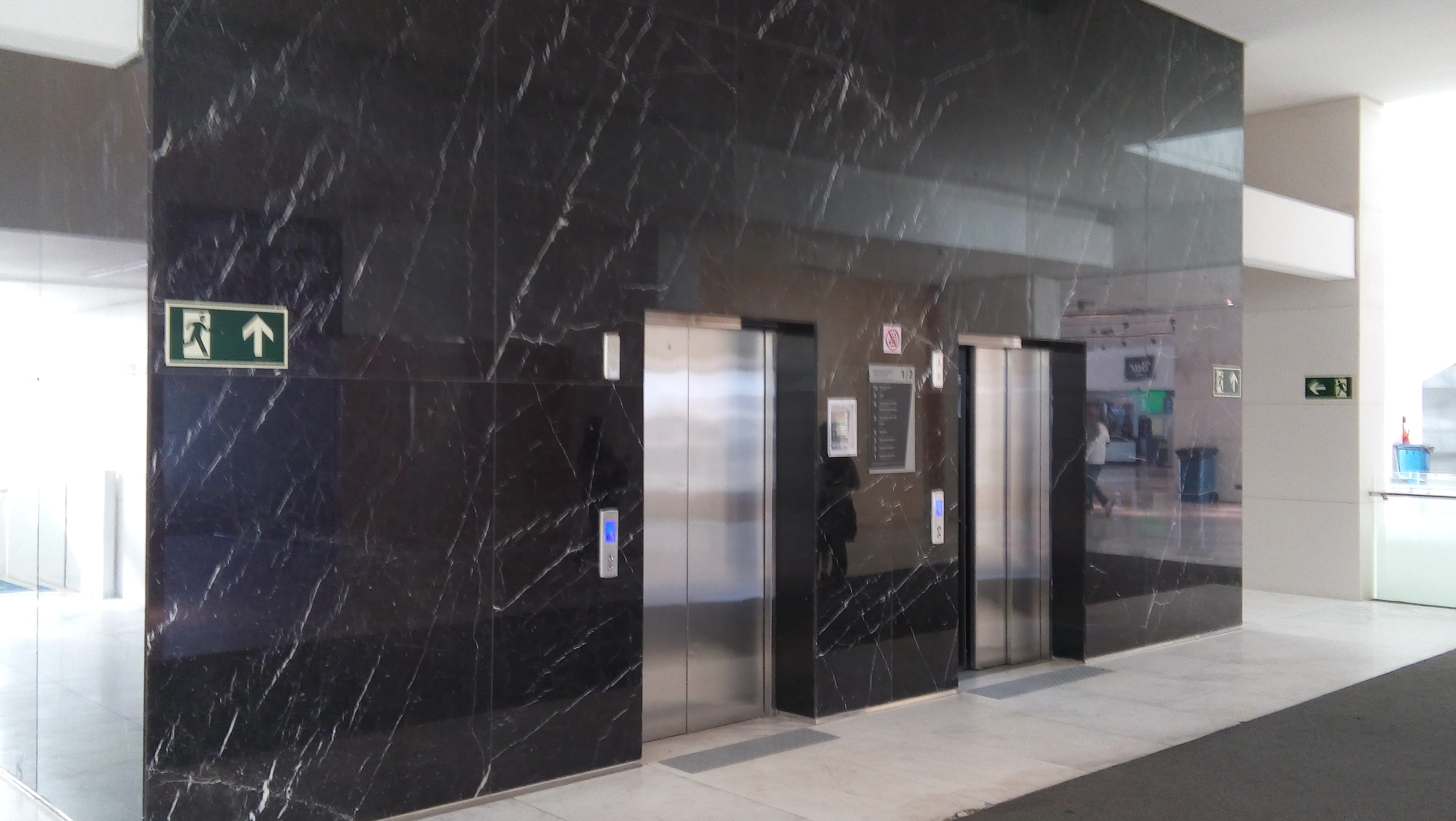
Elevadores no edifício oeste da Neo Química Arena

O estádio possui quatro setores – Norte, Sul, Leste e Oeste, com duas grandes arquibancadas laterais. O lado oeste tem uma área de 6 200 metros quadrados de fachada. Os lugares VIP, os equipamentos equipe de TV, a imprensa e a maioria dos camarotes situam-se no edifício oeste. A única entrada com espelhos d'água de cada lado dá acesso ao edifício. Os espelhos d'água também vão funcionar como uma fonte de rendimento, proporcionando espetáculos aquáticos em momentos programados durante eventos no estádio.
O vidro foi projetado com uma curvatura com a intenção de simular o efeito visual de uma bola ao bater na rede. Vigas especiais de 26 metros foram desenvolvidas para suportar a estrutura. A geometria que a empresa de consultoria Evolute GmbH desenvolveu traz uma solução de painéis que racionalizou os 5 400 metros quadrados da dupla superfície de vidro curvo em 855 painéis cilíndricos, todos em vidro temperado curvado. Esta solução foi deixada para minimizar o número de formas necessárias em 93%, o que reduziu consideravelmente os custos. Os vidros fotovoltaicos alimentam o sistema de ar-condicionado. A estrutura de vidro completa tem 6 900 metros quadrados, contando os lados; a largura da fachada é de 220 metros por 24 metros de altura.
O edifício do lado leste uma das maiores telas de vídeo do mundo, com 170 de largura por 20 metros de altura, ou 3 400 metros quadrados de área. A tela tem 210 000 LEDs individuais; 1 320 luminárias customizadas são equipadas em 4 metros de comprimento de vidro. A tela é fabricada pela Osram Traxon e é controlada por um sistema e:cue lighting control.
O vidro para ambas as fachadas foi fornecido pela empresa italiana Sunglass SRL, usando vidros também da Asahi Glass Co.
As paredes externas são cobertas por 3 metros quadrados de telhas de cerâmica brancas Levantina Techlam. O símbolo de 12 metros do Corinthians fica na parede sul do lado leste, construído em inox e backlit. Ambos os edifícios estão dotados de ar-condicionado em todas as áreas internas. No projeto original, prevê-se a existência de três bares e restaurantes e um quarto, que seria um bar de esportes durante o dia e uma discoteca à noite. O público circula por 10 escadas rolantes, 15 elevadores, duas rampas e 13 escadas. Há um auditório para 360 pessoas, um centro de convenções de 25 000 metros quadrados convenção sob o edifício oeste e ainda espaço para 59 lojas. Prevê-se a criação de um museu dedicado ao Corinthians no edifício leste.
O design de interiores é assinado pela Gensler. Há seis vestiários. Os vestiários da equipe da casa ocupam 1 300 metros quadrados, com jacuzzis, crioterapia e uma área privada para o treinador. A área de aquecimento tem arquibancada para 86 portadores de bilhetes VIP, separados por um vidro à prova de som. Todas as áreas públicas têm ar-condicionado e são revestidas em mármore, granito ou cerâmica de primeira linha.
O acesso ao setor Oeste Superior, assim como do Oeste Inferior, se dá pelo Átrio – espaço de ativações e atrações especiais da Arena, onde encontra-se, também, o Museu do Povo e o escudo gigante de aço do Corinthians.

### Setores Norte e Sul
O setor norte é destinado a torcedores de organizadas (uniformizadas) cadastrados na FPF - Federação Paulista de Futebol. Foram retiradas as cadeiras neste setor, usando como caso análogo o estádio Signal Iduna Park, do Borussia Dortmund, da Alemanha, conhecido mundialmente por ter altas médias de público. A torcida do clube alemão que assiste aos jogos em pé é chamada de "Muralha Amarela" pela alta quantidade de pessoas e o efeito visual gerado impactante. Atualmente, é utilizado apenas o portão O para a entrada e ao término do jogo são liberados também os portões P e Q para a saída. Já o setor sul é utilizado apenas o portão E para a entrada e ao término do jogo é liberado também o portão F para a saída; anexo a este setor, está o espaço destinado a torcedores visitantes, que é modular e separado através de estruturas removíveis de vidro.

### Capacidade

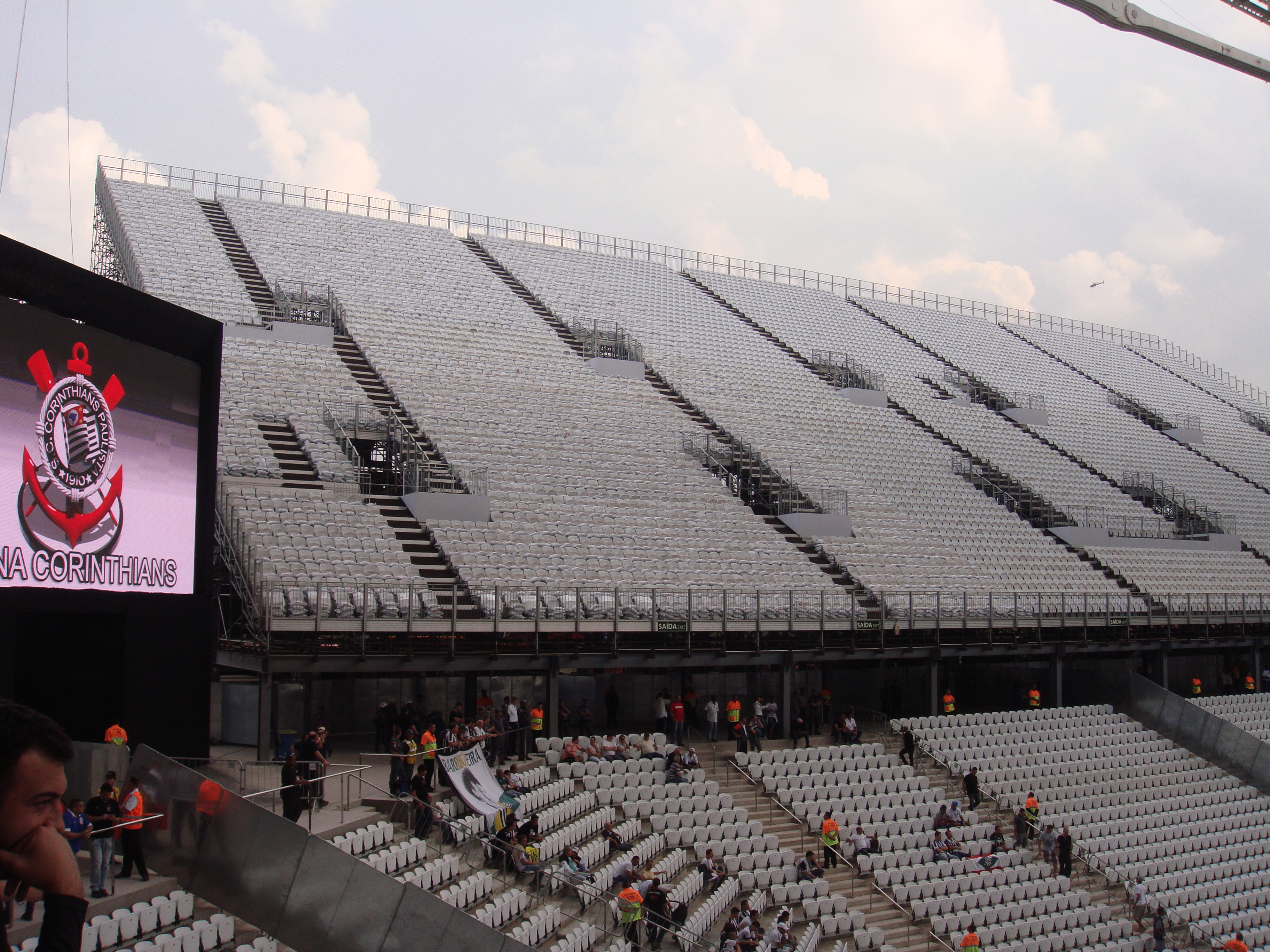
Cadeiras temporárias da Neo Química Arena

Ao todo, a arena possui capacidade para 48 234 lugares. Durante a Copa do Mundo de 2014, excepcionalmente foram instalados outros 19 900 assentos temporários em arquibancadas móveis colocadas acima dos setores norte e sul, que começaram a ser desmontadas dias após a última partida realizada na Arena durante aquele Mundial. No final de outubro de 2014, o processo de retirada foi concretizado.
O anel inferior de arquibancadas atravessa toda a Arena. Ele abriga 10 500 assentos em cada lado, além de mais de 6 000 assentos atrás dos gols, um total de 33 000 lugares. A distância entre a primeira fila de assentos e o campo é de 9 metros em todos os lados.
Com a retirada das cadeiras, houve um acréscimo aproximado de 1 800 e 800 lugares respectivamente nos setores norte e sul. Atendendo a um pedido das torcidas organizadas, as cadeiras do setor norte inferior, que é reservado a elas, foram retiradas para que se possa assistir aos jogos em pé.

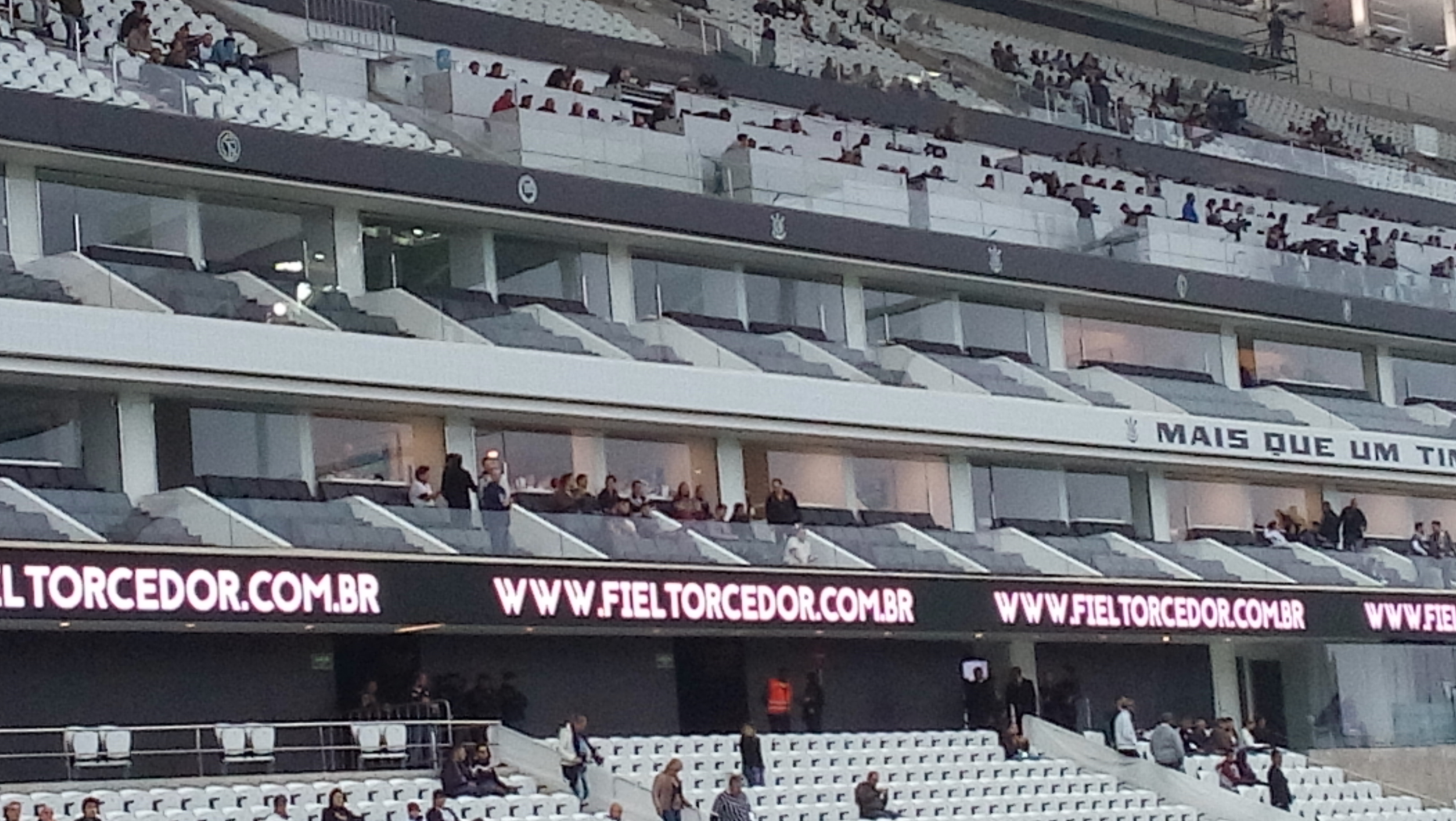
Tribunas e Camarotes da Neo Química Arena

As cadeiras do estádio corintiano foram produzidas pelo mesmo fabricante que fez as do estádio Wembley, em Londres. Utilizando um design exclusivo com base no modelo Integra, o material encomendado foi aprovado para evitar atos de vandalismo. Há quatro acabamentos diferentes, que vão desde cadeiras retas sem braços até cadeiras estofadas em couro. A maioria dos bancos são brancos. Os assentos do nível de negócios estão acabados em couro preto e feito pela Poltrona Frau. Os 600 assentos têm o símbolo do clube gravado a laser.
O estádio possui uma segunda camada coberta com 6 000 lugares e 10 000 assentos VIP, 89 áreas de luxo (camarotes) com capacidade para acomodar 1 414 espectadores, distribuída nos pisos 5 e 6; 87% têm 12 assentos, 10% entre 21 e 33 lugares e 4 unidades mais de 70 assentos. As maiores unidades têm mais de 470 metros quadrados.

### Bares e Restaurantes

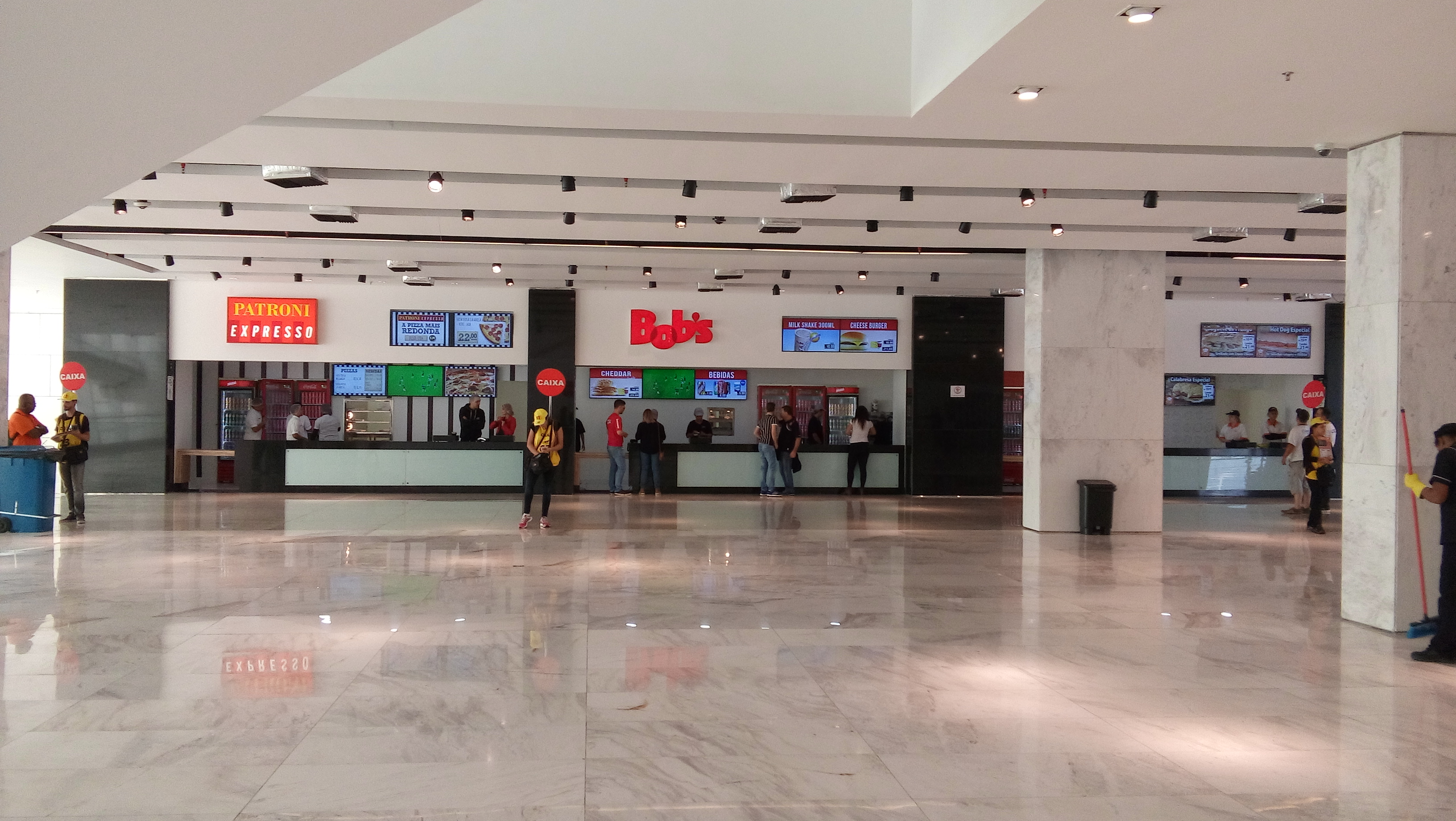
Praça de Alimentação - Setor Oeste Superior/Norte

A Diverti Arena administraria os bares e restaurantes da Arena Corinthians, por um período de 10 anos, através de contrato que girava em torno de 40 milhões de reais e previa a cobertura de quatro restaurantes, 13 bares localizados na área vip e mais 62 bares em outros setores do estádio. Após o rompimento com a antiga parceira, a Arena Corinthians fechou acordo com a AR Fast Food, que detém a concessão da área de alimentação fast-food do estádio a partir de 2015. Entre os restaurantes âncoras, destaca-se o Bob´s e a Patroni Pizza, este último investirá aproximadamente 1 milhão de reais, em seis unidades do modelo expresso dentro das dependências do complexo.

### Cobertura

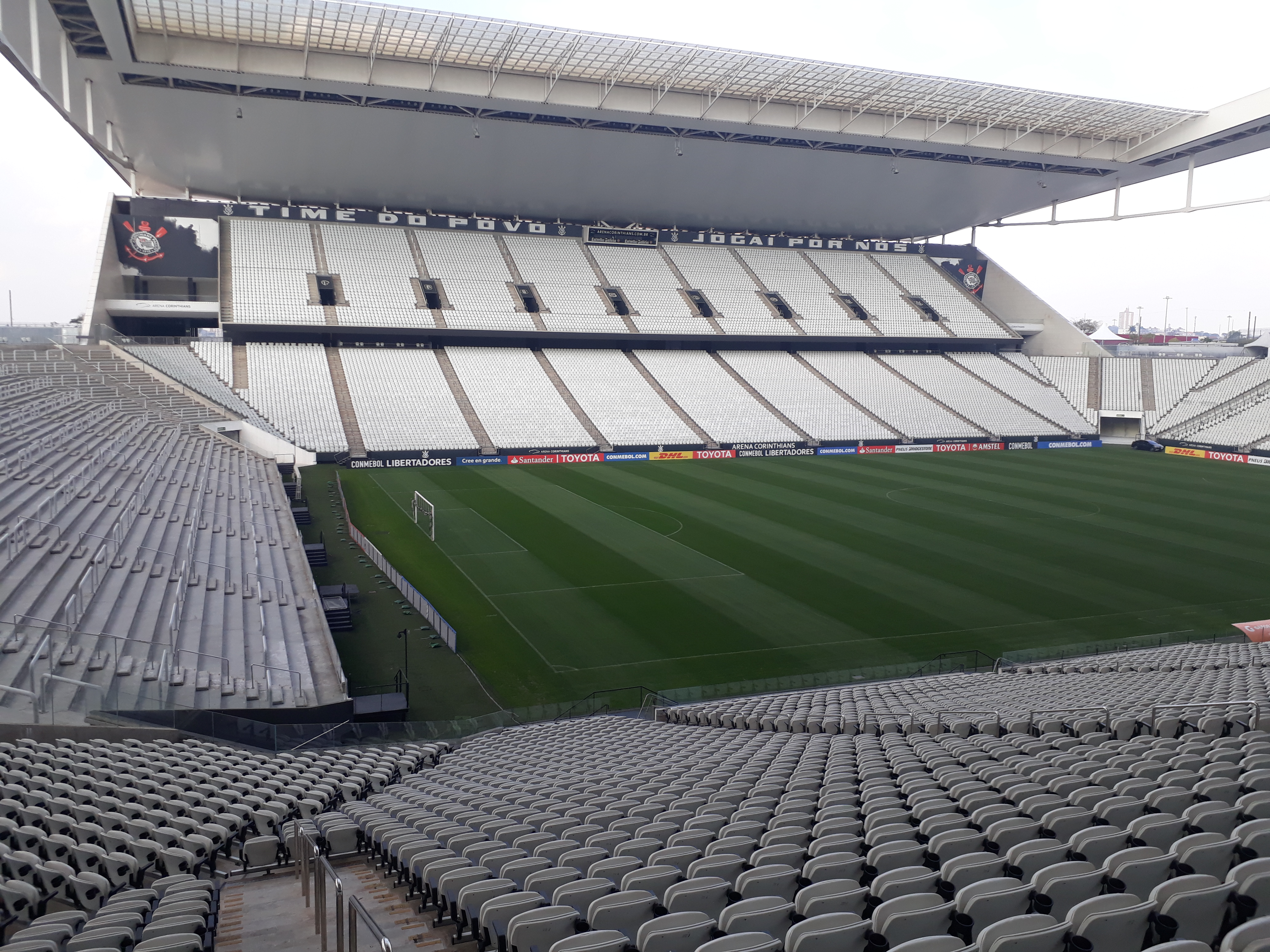
O forro da cobertura é revestido por uma membrana flexível

Werner Sobek projetou o telhado, mantido no lugar por quarenta e oito treliças de 75 metros de comprimento. Os lados oeste e leste são unidis por duas estruturas idênticas com um vão livre de 170 metros. O comprimento total do telhado leste-oeste é de 245,75 metros. Aníbal Coutinho teve intenção de trazer um toque paulistano para a construção, com estruturas que lembravam o Museu de Arte de São Paulo (MASP), um símbolo da cidade.
A altura do teto e o peso das treliças necessário para a utilização do maior guindaste sobre esteiras do Grupo Liebherr disponível na América Latina. Apenas as vigas de aço são responsáveis por 4 000 toneladas.
O telhado tem quatro camadas. Em primeiro lugar, uma camada de aço de chapas onduladas. Acima dela, um isolamento térmico e acústico fornecido por folhas de poliisocianurato e uma camada de placas de gesso instalada por cima. Por fim, todo o telhado é coberto com 40 000 metros quadrados de Ultraply TPO da Firestone Tire and Rubber Company. Na parte de baixo, uma membrana flexível cobre a estrutura. Esta última camada ajuda a coletar água da chuva para reutilização em outras áreas do estádio.
A estrutura foi redesenhada para duplicar os atuais controladores do nível de ruído criado durante os jogos. Medições realizadas no Estádio do Pacaembu mostram que os níveis de ruído atingem um pico de 113dB quando gols são feitos. 4 500 metros quadrados fotovoltaica de vidro foi instalada na extremidade mais próxima da cobertura do lado oeste e leste, com geração de 1,0 MWp. Toda a estrutura mede 32 300 metros quadrados e pesa 6 500 toneladas.

### Placares e iluminação

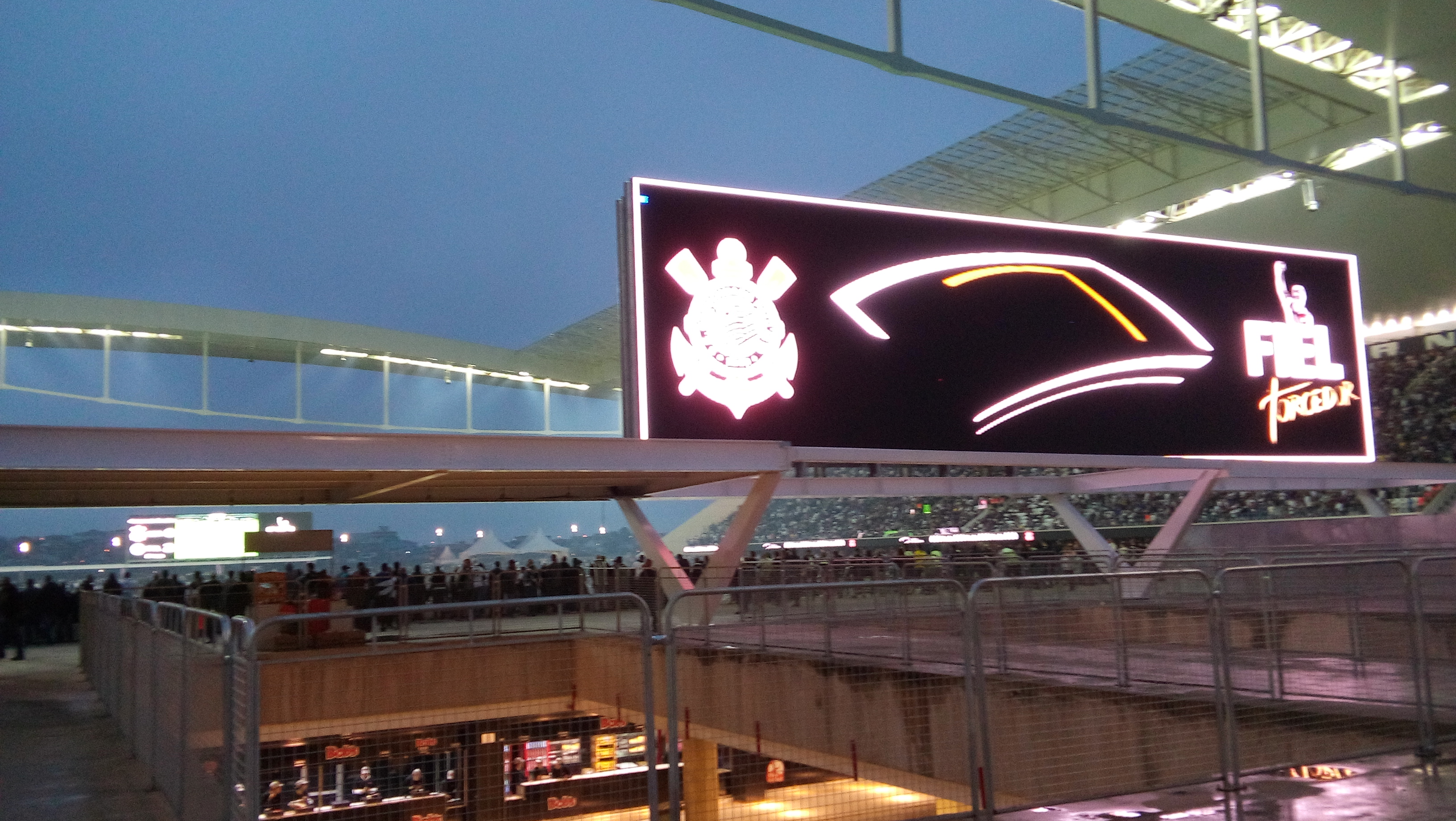
Telão Sul, usado também como placar

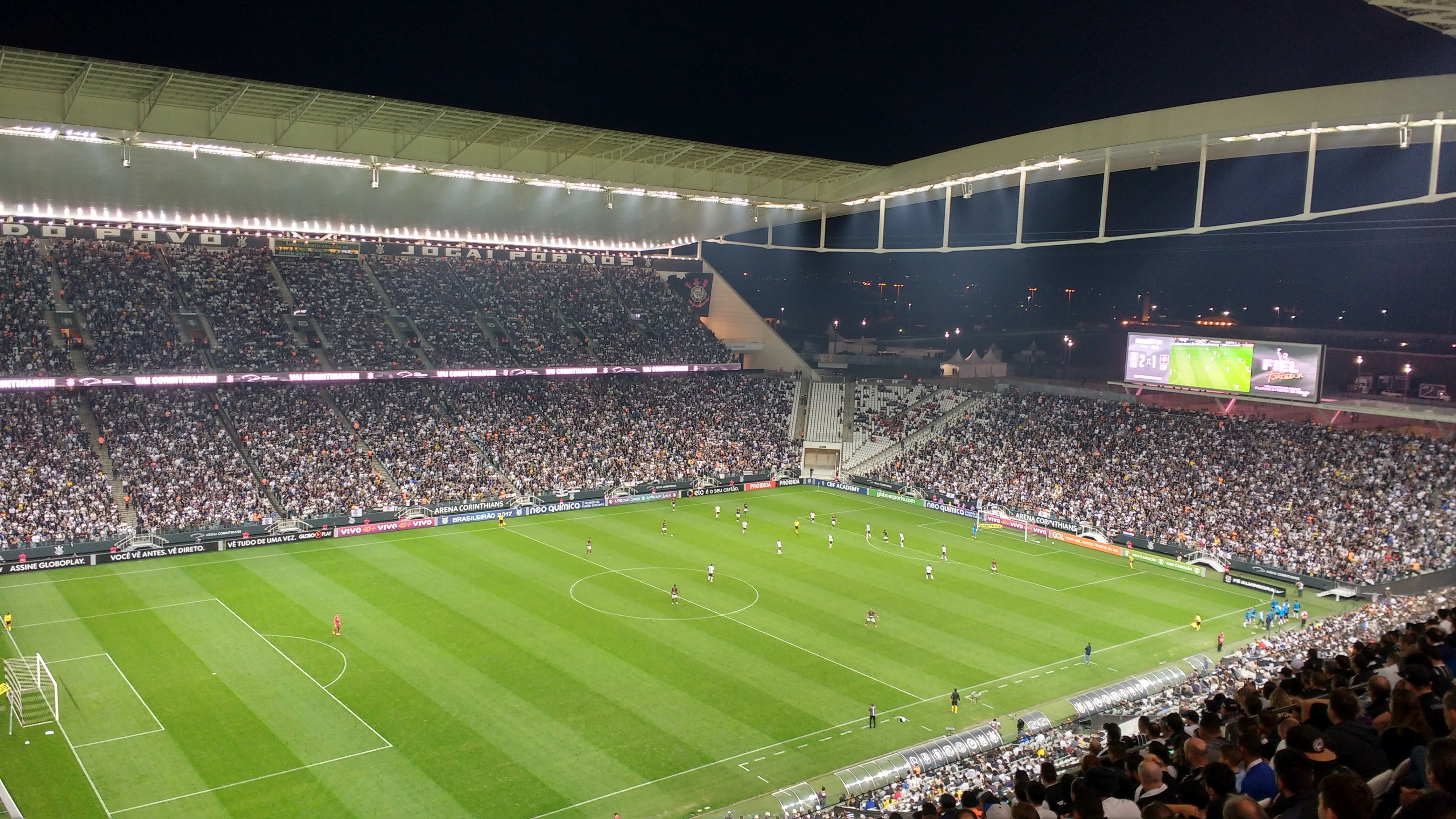
Neo Química Arena possui um dos melhores sistemas de iluminação do mundo

A Osram vai instalar quatro placares no estádio nas extremidades norte e sul e acima das arquibancadas. Eles serão definidos em pares, um de frente para o campo e um de frente para a parte de fora. Cada tela tem 225 metros quadrados, medindo 30 por 7,5 metros. A tela virada para dentro terá uma densidade de pontos de 7mm e a tela virada para fora vai ter um campo de 20 milímetros.
As telas usadas para a Copa do Mundo foram alugadas especialmente para o evento, sendo que as telas originais são muito grandes para serem usadas com os assentos temporários instalados. A FIFA exige telas menores do que o originalmente previsto, com 90 metros quadrados de área. 3 500 TVs de tela plana estão instaladas em todo o estádio, individualmente ou em paredes de vídeo, em 3 100 estações.
A iluminação utiliza um sistema de 352 lâmpadas Osram Siteco 2000 Watt, garantindo mais de 90% de fidelidade de cores. A iluminação de 5 000 luzes é completamente uniforme e 50% superior ao recomendado pela FIFA. A Osram fornece iluminação para todo o complexo.

### Campo
O campo tem as dimensões recomendadas pela FIFA, de 105 por 68 metros. Ele será preparado pela World Sports, em parceria com a Desso. O campo é feito pela azevém, que é cultivada diretamente no local. A ideia original era usar grama preta, para evitar as cores de seus maior rival, mas foi provado que isso era tecnicamente impossível; a opção escolhida foi a utilização de grama com uma tonalidade mais escura. Para melhorar a fixação, a grama será interligada com 22 milhões de fibras artificiais. Luzes ultravioletas são utilizadas todas as noites para garantir que todas as partes do campo recebam iluminação uniforme; o campo é exposto a apenas duas horas de luz solar direta por dia.

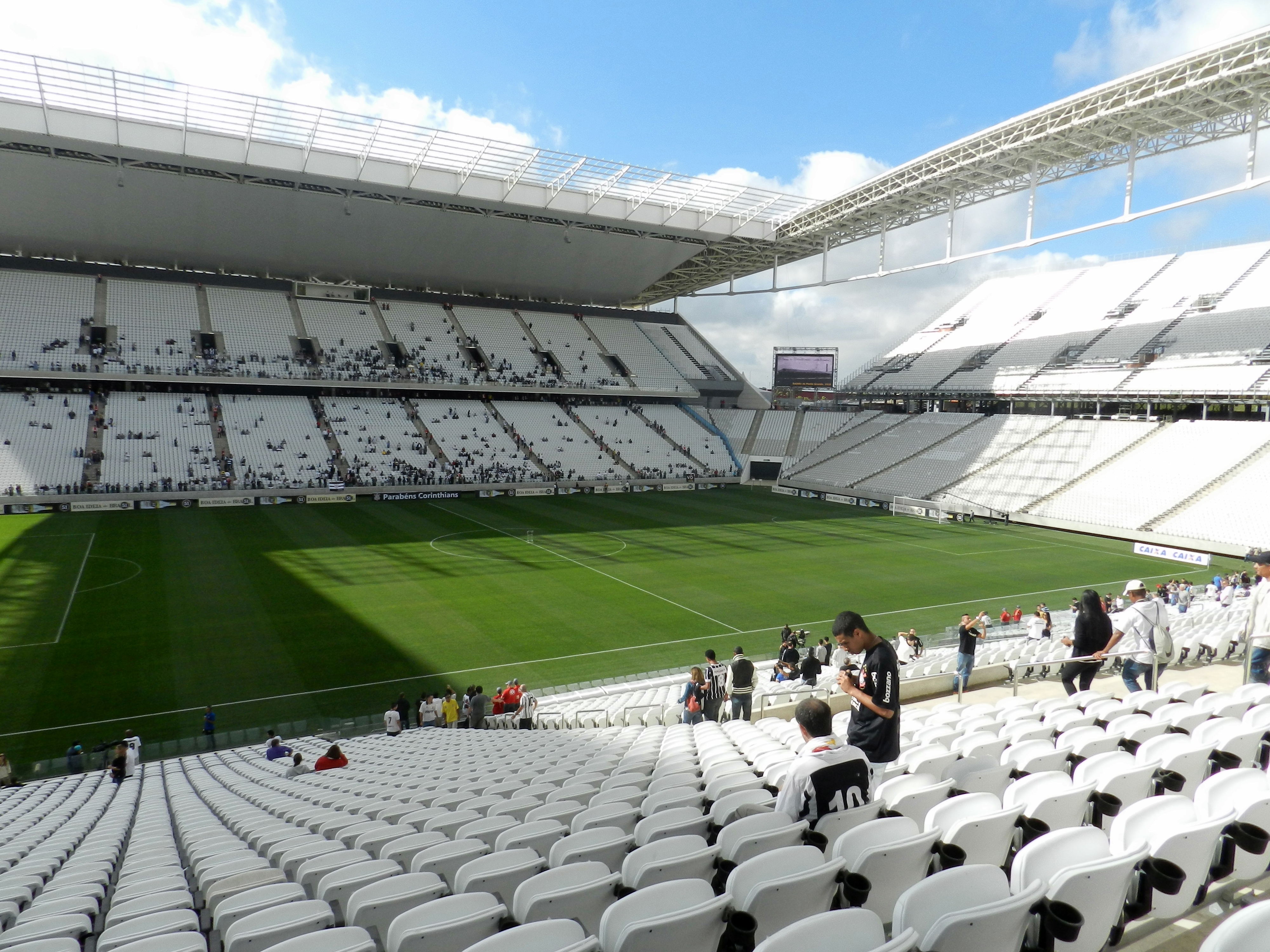
Gramado da arena

A World Sports usa uma mistura de três cultivares a partir de Oregon, nos Estados Unidos. Esta grama tem resistência ao frio, é tolerante ao uso e é resistente à doenças, além de ter uma taxa de crescimento rápido. A tonalidade é de 8,7 numa escala de 1 a 9, em que 9 é verde escuro. A escolha do uso de azevém, ao invés da mais comum e geralmente recomendada grama-bermuda, trouxe vantagens como ter raízes longitudinais (evitando presilhas para prendê-las com elas) e não ter uma tonalidade amarelada facilmente. mas também trouxe desafios, visto que o azevém é nativo de climas mais frios, requerendo 23°C para um crescimento ótimo. Uma vez que a temperatura de São Paulo raramente cai abaixo de 14 °C, um sistema de aquecimento não vai ser usado. Um sistema traz a temperatura da base para 6 °C, empurrando água fria através dos 40 000 metros de tubos de drenagem. A grama é cortada para manter a altura entre 2,2 centímetros e 2,5 centímetros.
A drenagem tem dois modos de operação, gravitacional e a vácuo. O sistema de drenagem a vácuo pode lidar com até 400 mil litros por hora, melhorando os níveis de oxigênio no sistema de enraizamento e o arrefecimento do campo, mesmo durante os jogos. Isto é equivalente a 56 milímetros de chuva drenada em uma hora. A irrigação por aspersão tem controles individuais, controlada por um sistema informatizado. O sistema é composto por 48 aspersores, duas vezes o mínimo recomendado pela FIFA. Em 2018, o gramado da arena registrou um alto índice de aprovação na avaliação promovida pela Confederação Brasileira de Futebol (CBF) nos estádios do Brasil. Com nota 4,98, de um máximo de 5, a casa do Povo destaca-se pela excelência no futebol brasileiro. O Programa Gramados é realizado anualmente pela CBF, desde 2015, com o objetivo de padronizar e certificar os gramados que recebem os jogos do Campeonato Brasileiro de Futebol. O estudo leva em consideração a topografia e qualidade do campo e uma amostra recolhida é enviada para um laboratório de análise, em metodologia idêntica à utilizada na Copa do Mundo FIFA. O relatório da Confederação Brasileira de Futebol destaca, também, a qualidade da Ryegrass (grama de inverno) utilizada na Arena Corinthians, elogiando o sistema de resfriamento do solo “que mantém a ryegrass em perfeitas condições ao longo dos meses de verão”, nas palavras do responsável pela avaliação do Programa Gramados.

### Eventos
A Arena Corinthians possui uma plataforma singular de eventos, considerando estádios de futebol na América do Sul. A mesma dispõe de estrutura para comportar feiras externas e internas de pequeno e grande porte. Possui auditório para palestras e sala de convenção, zona mista, átrio, business lounge, área vip, que atende diversos tipos de eventos, como: aniversários, casamentos, festas corporativas, festas infantis, book fotográfico, etc.
O projeto "Prometo Ser Fiel" tem como objetivo realizar casamentos dentro da Arena Corinthians, um lugar singular de muitas paixões futebolísticas e pessoais. Desde o início, foi pensado especialmente para pessoas que tenham uma história e envolvimento com o local e a história do Corinthians.
O "Tour Casa do Povo" foi implantado objetivando receber qualquer pessoa do mundo, seja torcedor do Corinthians ou não, que queira viver uma experiência fantástica, conhecendo o palco de abertura da Copa do Mundo FIFA de 2014 (2014 FIFA World Cup) e a arena mais moderna da América do Sul, inclusive, os torcedores e turistas podem conhecer as dependências do estádio, além de realizar atividades acompanhadas de guias treinados.

### Telecomunicações e sustentabilidade
O estádio contará com rede wi-fi e 4G LTE em todos os seus setores. Utilizando smartphones, o público pode acessar estatísticas de jogo e assistir replays publicados em uma página mantida pela equipe do estádio. Uma equipe especializada controla centralmente todas as telas e painéis de avaliação. Os torcedores são monitorados por um sistema de computador conectado com centenas de câmeras de segurança. Todos os serviços são contratados com a Sonda IT.
A Arena Corinthians recebeu, o certificado de sustentabilidade de maior reconhecimento internacional e o mais utilizado em todo o mundo. Trata-se do Leadership in Energy and Environmental Design (LEED) - sistema de certificação e orientação ambiental de edificações, criado pelo pelo órgão americano U.S. Green Building Council. Vale ressaltar, que a Certificação internacional LEED garante ao empreendimento diversos benefícios, dentre eles a diminuição de custos operacionais, valorização do imóvel, modernização da edificação, melhora na segurança e priorização da saúde dos trabalhadores e ocupantes e mitigação dos efeitos das mudanças climáticas.

## Entorno

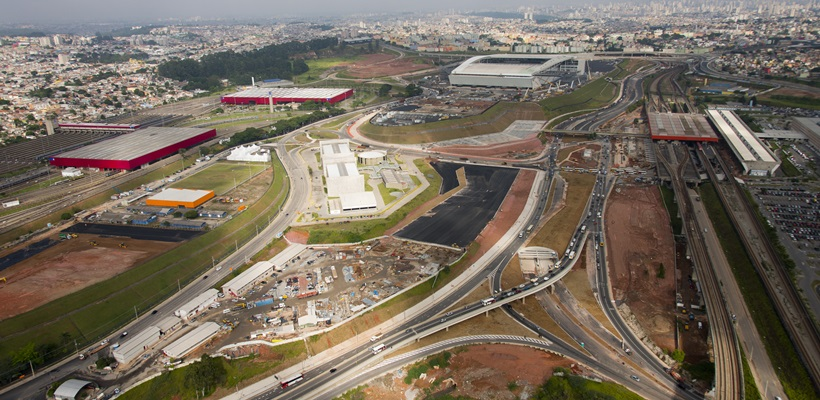
Obras viárias no entorno da arena

O estádio foi construído em um terreno de 197 095,14 metros quadrados na Zona Leste, ao lado da Estação Corinthians-Itaquera do Metrô e da CPTM, onde situava-se, desde a década de 1980, o centro de treinamento para as categorias de base do Corinthians.
Na área no entorno da arena, foi estabelecido pelo governo o "Polo Institucional de Itaquera", onde foram implantadas unidades da Escola Técnica Estadual (ETEC) e da Faculdade de Tecnologia do Estado de São Paulo (FATEC).
Após o torneio mundial de futebol, previa-se a criação ainda de um fórum; uma unidade do Serviço Nacional de Aprendizagem Industrial (SENAI); um quartel da Polícia Militar e do Corpo de Bombeiros; um centro de convenções; um parque ecológico e uma nova rodoviária. O terminal urbano de ônibus da região também foi ampliado em 40%.

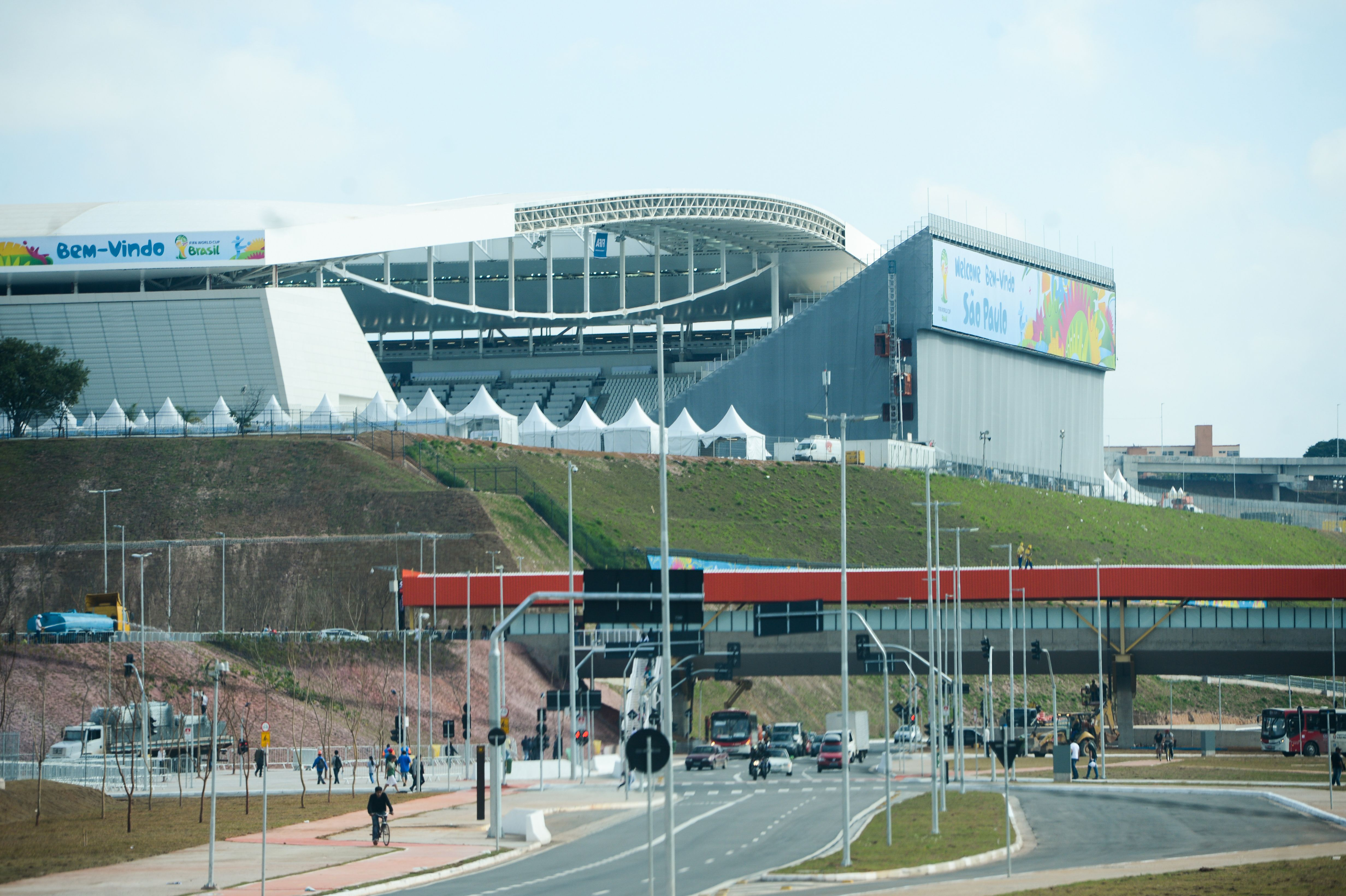
A área externa um dia antes da abertura da Copa do Mundo

Entre as obras viárias construídas para a região consistem na abertura de uma nova avenida de ligação norte-sul, no trecho entre as avenidas Itaquera e José Pinheiro Borges (Radial Leste), incluindo as transposições em desnível sobre as linhas do Metrô e da CPTM; uma nova avenida, articulando a ligação norte-sul com a avenida Miguel Inácio Curi, junto à adutora da SABESP existente; adequação viária no cruzamento da Avenida Miguel Inácio Curi com a avenida Engenheiro Adervan machado; além de novas alças de ligação no cruzamento do Complexo Viário Jacu Pêssego com a Radial Leste.
O valor total investido no empreendimento foi de 548,5 milhões de reais, sendo 397,9 milhões do governo do estado e 150,6 milhões de reais da prefeitura para desapropriações e compensações ambientais. A estimativa é de que a abertura da Copa do Mundo FIFA de 2014 traga cerca de 30 bilhões de reais ao longo de 10 anos para o município de São Paulo.

### Acesso e transportes

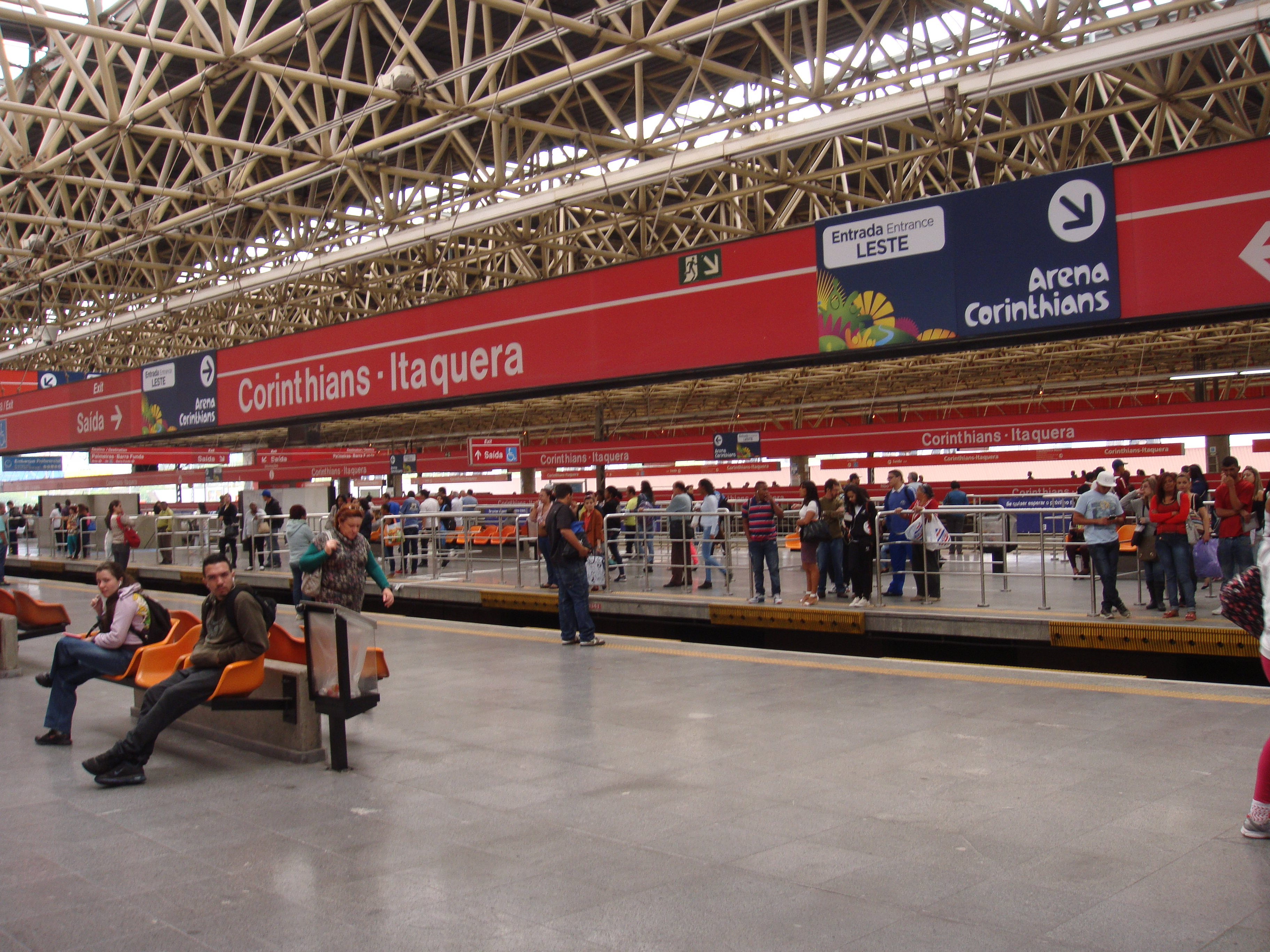
Estação Corinthians-Itaquera do Metrô de São Paulo

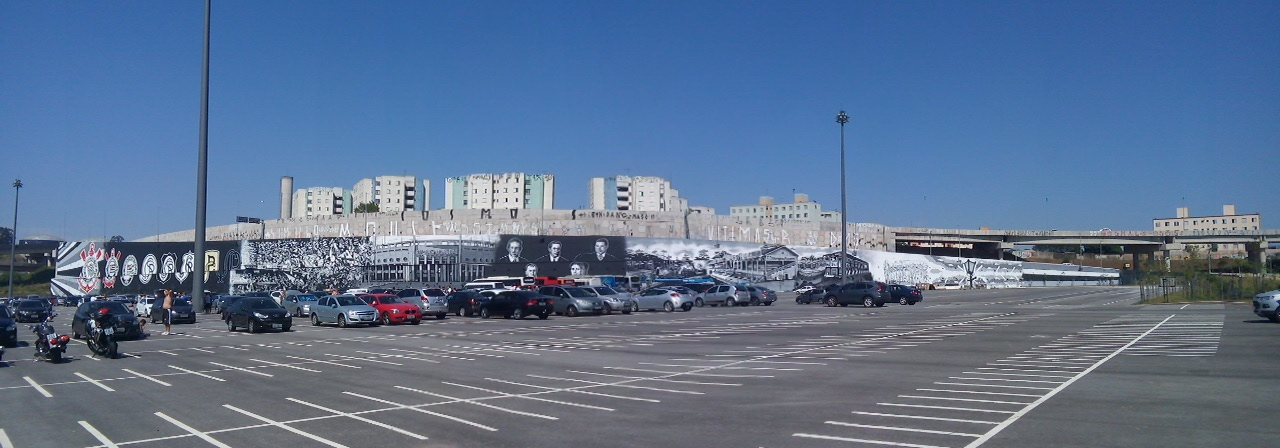
Estacionamento oeste

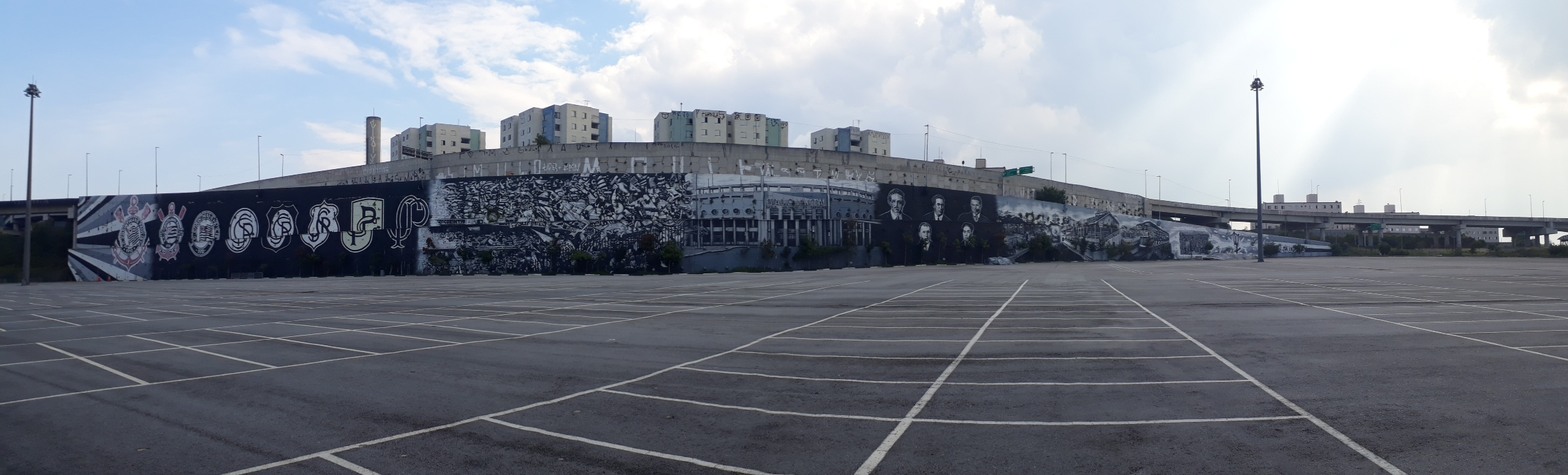
Muro grafitado

O estádio está localizado a 19 quilômetros a leste do centro da cidade e a 21 km de distância do Aeroporto Internacional de São Paulo-Guarulhos. A estação de metrô mais próxima é a Corinthians-Itaquera, a 500 metros do estádio. Ela conecta-se a uma estação de trem com o mesmo nome. A estação de metrô Artur Alvim está a 800 metros de distância. Se todos os usuários embarcarem em trens para deixar o estádio, ele estaria vazio em 30 minutos. Durante os jogos do Mundial de 2014, um trem expresso ligou a Luz e a Corinthians-Itaquera da CPTM, fazendo a viagem em 17 minutos. Há 61 linhas de ônibus que param perto da Arena Corinthians.

#### Estacionamentos
O local tem 2 800 vagas de estacionamento, sendo 900 cobertas e 1 900 vagas de estacionamento ao ar livre, com mais 2 214 espaços fornecidos por um shopping center próximo.
O muro externo da Arena Corinthians, localizado no estacionamento do portão E5 - setor oeste, foi grafitado, objetivando eternizar algumas lembranças do clube. A arte é composta por oito escudos do Corinthians, seguindo suas mudanças em uma ordem cronológica, além dos escudos que fazem parte da história do Timão, o muro também presta uma homenagem ao Pacaembu, a Invasão de 1976, aos fundadores do clube e ao Parque São Jorge.
Em 2018, a Arena Corinthians fechou parceria com a Indigo, segunda maior operadora de estacionamentos no Brasil. A nova gestora, será a administradora do estacionamento do estádio nos próximos 10 anos, prometendo injetar R$ 15 milhões nesse período – R$ 2 milhões já inicialmente, para melhorias tecnológicas e de infraestrutura do local, além de ampliar de 2.800 para 3.500 vagas.

## Na cultura popular

A Neo Química Arena na série Os Simpsons

A EA Sports adicionou todos os 12 estádios utilizados na Copa do Mundo FIFA de 2014, incluindo a Arena Corinthians, para o jogo eletrônico 2014 FIFA World Cup Brazil.
A Arena Corinthians foi destaque do episódio "You Don't Have to Live Like a Referee", o décimo sexto episódio da vigésima quinta temporada da série animada estadunidense Os Simpsons. Homer Simpson atua como árbitro da Copa do Mundo FIFA de 2014 em um jogo disputado na Arena Corinthians.
O segundo episódio da série Building the World Cup, do Discovery Channel, é dedicado a Arena Corinthians.
Algumas séries brasileiras usaram a Neo Química Arena como cenário, como nas séries 3% e Só Se For Por Amor, ambas da Netflix, e no drama Desejos S.A., do Star+.
O estádio também está presente no jogo eletrônico Pro Evolution Soccer, nas versões 2016 e 2017.
O site transfer markt classifica o estádio como sendo 3 estrelas  (UEFA). É utilizada a metodologia do Regulamento de infraestrutura dos estádios da UEFA que tem como um dos critérios de excelência ter todos os setores do estádio com assentos.

## Controvérsias

### Sede da Copa do Mundo

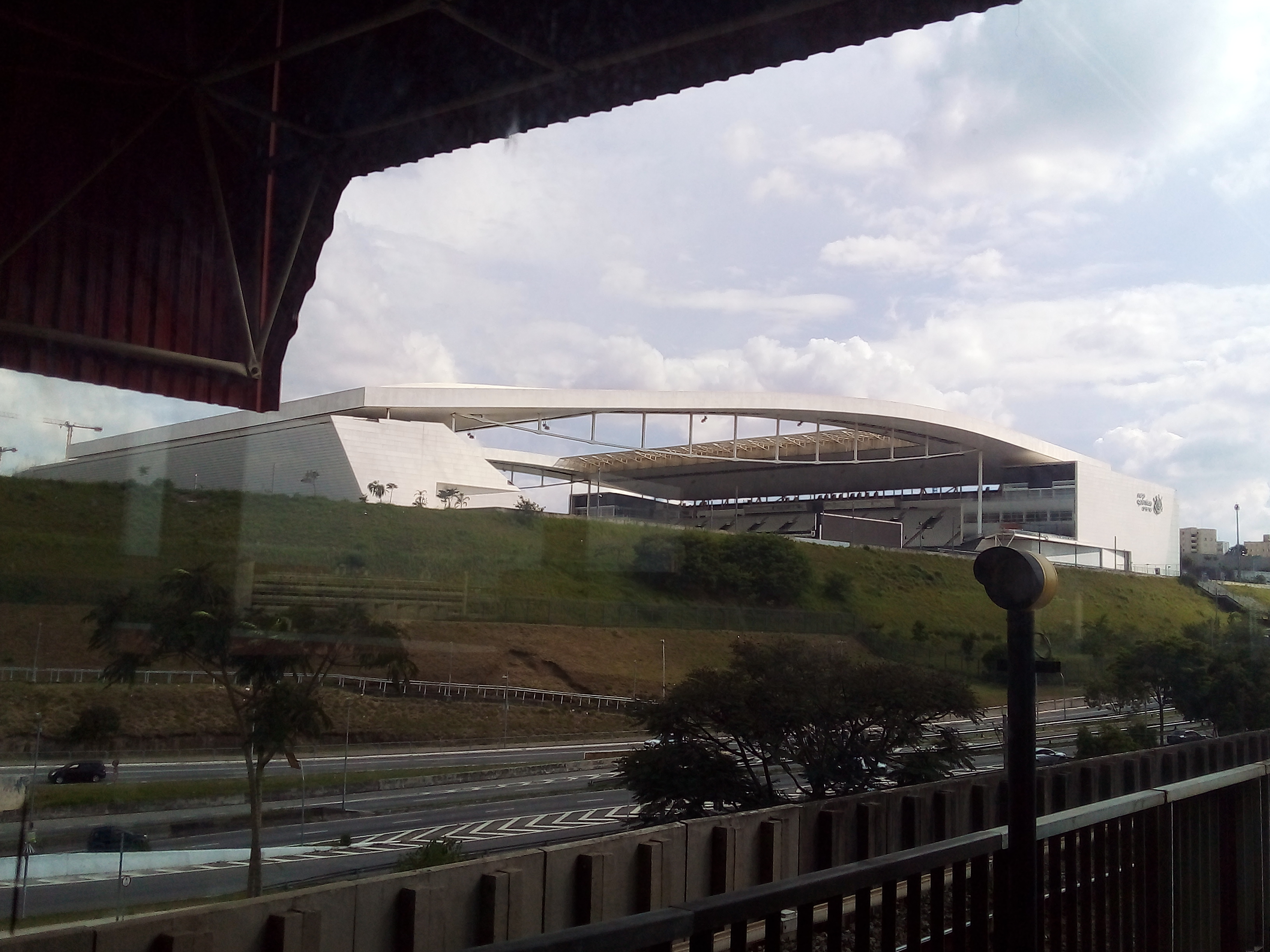
Neo Química Arena vista da Estação Corinthians-Itaquera do Metrô

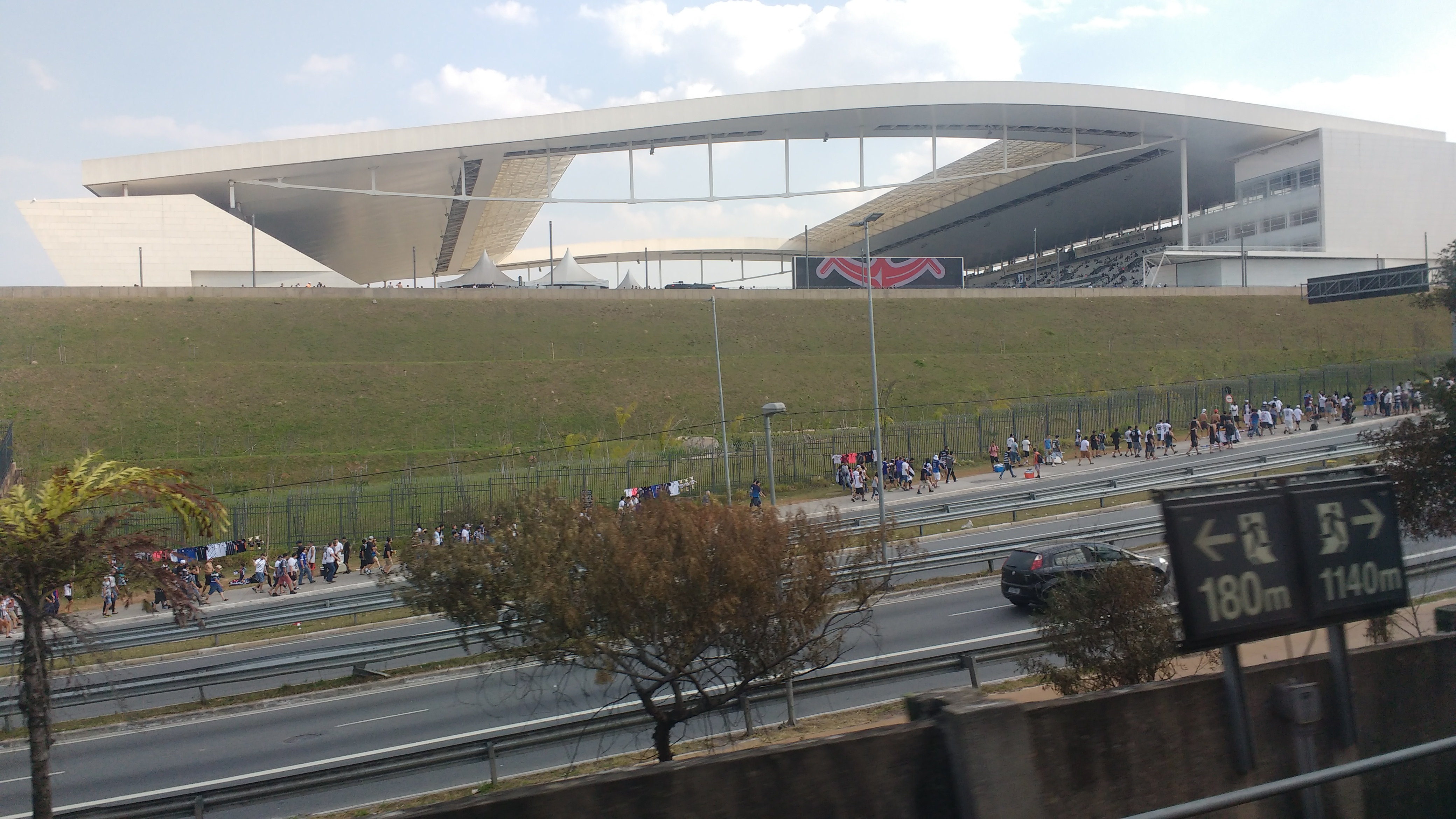
Neo Química Arena vista de dentro do Metrô

A construção da Arena Corinthians reuniu críticas sobre as circunstâncias em que foi escolhido como o estádio da Copa do Mundo para São Paulo, e os recursos utilizados para a sua construção. A exclusão do Estádio do Morumbi como o estádio para a Copa do Mundo e a subsequente escolha da Arena Corinthians como o local para o evento, foi alvo de críticas e de influências políticas conforme opinião de alguns jornalistas, como Wagner Vilaron, do jornal O Estado de S. Paulo.
Depois de receber várias respostas negativas da FIFA sobre o projeto de reforma do Morumbi, o então presidente da CBF, Ricardo Teixeira, se cansou com as ofertas oficiais do São Paulo Futebol Clube e considerou que eles estavam atrasando a decisão propositadamente por não cumprir os requisitos, a fim de forçar o governo a despejar dinheiro na construção. A oposição do São Paulo a Teixeira nas eleições para o extinto Clube dos 13 (vencidas por Fábio Koff, aliado do São Paulo de Juvenal Juvêncio) irritou o presidente da CBF. Ao mesmo tempo, surge certa afinidade de Teixeira com o então presidente do Corinthians, Andrés Sanchez, escolhido unilateralmente por Teixeira como o chefe da delegação da seleção durante a Copa do Mundo de 2010 e do mesmo lado de Teixeira na eleição do Clube dos 13.

### Custo e isenção tributária
Outras controvérsias enfrentadas pela construção é a alegada utilização de recursos públicos para a construção do estádio e os valores declarados como o total necessário para construí-lo. O custo final do novo estádio corintiano atingiu 1,2 bilhão de reais. Inicialmente, Andrés Sanchez havia estimado a arena custaria 350 milhões de reais. As justificativas para a elevação do preço foram as modificações no projeto original para atender aos requisitos da FIFA. Outro item que encareceu o projeto foram os juros de 110 milhões de reais em empréstimos bancários e da empreiteira Odebrecht (atual OEC). Além disso, a isenção tributária de 420 milhões de reais do estádio por parte da prefeitura do município de São Paulo também foi alvo de controvérsia. Apesar das críticas, a concessão fiscal foi justificada pelo fato de que espera-se que o estádio gere 950 milhões de reais em impostos para a cidade durante os seis anos seguintes a sua inauguração, 530 milhões a mais que as isenções fiscais dadas ao empreendimento.
Andrew Downie (The Financial Times) ficou surpreso com o custo para construir um estádio novo, que era mais barato do que renovar o Morumbi, o modelo não foi revisado pela CBF e que o estádio não estaria pronto dentro do prazo. Procurador público, Marcelo Milani contestou a validade das isenções fiscais emitidas pela cidade e processou o então prefeito Gilberto Kassab em torno de 1,74 bilhão de reais, que foi indeferido e julgado extinto.

### Acidentes e irregularidades durante a construção

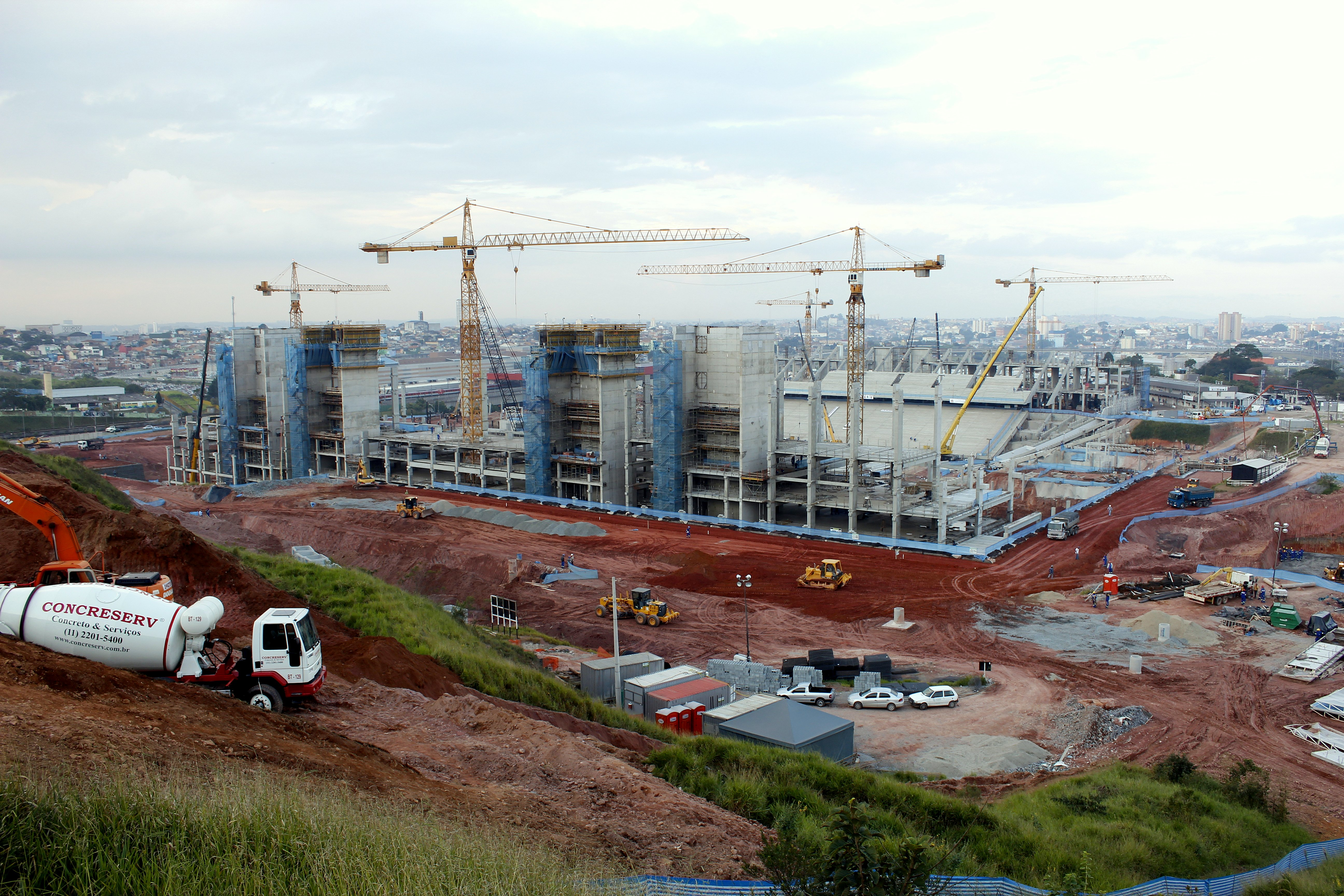
Início das obras do estádio em 2011

De acordo com o Corpo de Bombeiros da cidade, pelo menos 50 questões com as operações e projeto foram apontados, especialmente sobre os planos de emergência e rotas de fuga, o que poderia pôr em perigo os visitantes quando o estádio estaria em operação. Também foi apontado que o projeto em execução agora não é o mesmo aprovado pelo conselho da cidade por volta em 2011. Alterações foram feitas para o projeto final e apresentado em 25 de julho de 2013 e aprovado em 13 de fevereiro de 2014. Em 1 de abril de 2014, o corpo de bombeiros disse que a Arena continha 26 irregularidades. Em 17 de abril de 2014 o projeto final de "segurança" da Arena Corinthians foi integralmente aprovado pelo Corpo de Bombeiros, estando o "Habite-se" prestes a ser expedido pela Prefeitura Municipal, liberando todo o complexo da Arena Corinthians para plena utilização.
Controvérsias também surgiram após o acidente em 27 de novembro em torno da segurança da construção, numa fase em que ainda não existe uma explicação técnica para o acidente, alguns fatos vieram à tona após o acidente que vitimou dois trabalhadores. A União do Trabalho na Indústria da Construção Civil de São Paulo (Sintracon-SP) revelou que havia um alerta sobre problemas em horários de base do guindaste antes do acidente, e que, não obstante, a continuidade da operação. Odebrecht e Corinthians refutaram a afirmação, dizendo que tal aviso foi passado para os trabalhadores, e em resposta, emitiu outra declaração apontando para o fato de que essa categoria específica não representava os trabalhadores para a construção do estádio. No rescaldo do evento, todas as operações de guindastes foram suspensas preventivamente até novo aviso pelo Ministério do Trabalho, que inspecionou e aprovou somente 16 dias mais tarde as atividades no local. De acordo com Frederico Barbosa, gerente operacional da construtora, a estrutura da obra não foi comprometida. Houve danos em uma parte do prédio, mas nada que comprometa a estrutura da obra, afirmou Barbosa, em entrevista coletiva. Segundo o Ministério do Trabalho, o operador do guindaste estava há 18 dias sem folga. No entanto, o ministério disse que não poderia apontar esse fato como a causa do acidente. Prevista para o início de fevereiro de 2014, a entrega do estádio foi adiada para abril do mesmo ano.
Em 29 de março de 2014, um operário que trabalhava na instalação das arquibancadas provisórias do estádio despencou de uma altura de oito metros e acabou morrendo. As obras foram novamente interditadas.

### Problemas de estrutura
Uma série de problemas foi enfrentada pelo Estádio do Corinthians, como buracos em pisos, um grande vazamento de água e até mesmo possíveis abalos em arquibancadas. O cenário descrito era de risco de acidentes e suspeita de falhas de montagem e uso de materiais de baixa qualidade durante a obra. E-mails trocados por Anibal Coutinho, arquiteto responsável pelo projeto, com Roberto de Andrade, Andrés Sanchez e profissionais ligados ao estádio alvinegro, detalharam tais aspectos. Uma auditoria externa contratada pelo Corinthians apontou diversos problemas na construção e omissão de acabamentos e trechos de obras do estádio. Como resultado, ocorreram infiltrações em partes de paredes e tetos. Um pedaço do teto do saguão principal da Arena Corinthians desabou.
Descobriu-se também um grande vazamento de água na área do estacionamento do estádio. Mas conforme avaliação e afirmação do Ministério Público de São Paulo, por meio de nota, a Arena Corinthians e o estacionamento do estádio não oferecem riscos aos usuários.